# Chicago
Chicago (seltener auf Deutsch Chikago, Aussprache: [ʃɪˈkɑːgoʊ]; anhörenⓘ) ist eine Stadt am Südwestufer des Michigansees im Bundesstaat Illinois in den Vereinigten Staaten von Amerika. Mit einer Einwohnerzahl von 2.746.388 ist sie die drittgrößte Stadt der Vereinigten Staaten. In der Agglomeration leben 8,7 Millionen, in der Metropolregion Chicago 9,7 Millionen Menschen (2007).
Chicago ist seit der Mitte des 19. Jahrhunderts eine wichtige Handelsstadt in den Vereinigten Staaten. Diese Funktion wird durch ihre Eigenschaft als Eisenbahnknotenpunkt und ihre Lage an der Mündung des Illinois Waterways begünstigt. Die Stadt liegt an wichtigen Eisenbahnstrecken, die die Ost- mit der Westküste verbinden und ist über die Großen Seen und den Sankt-Lorenz-Seeweg bzw. den Eriekanal mit dem Atlantik und mit New York City verbunden. Der Illinois Waterway stellt über den Mississippi die Verbindung zum Golf von Mexiko her.
Chicago ist Sitz der Chicago Mercantile Exchange, der größten Warenterminbörse der Vereinigten Staaten, und der Chicago Board of Trade, der größten Rohstoff-, Futures- und Optionsbörse der Vereinigten Staaten. Außerdem befindet sich hier die größte Regionalbörse der Vereinigten Staaten, die Chicago Stock Exchange.
Die Metropolregion von Chicago erbrachte 2016 eine Wirtschaftsleistung von 651,2 Milliarden US-Dollar. Bei einer Studie aus dem Jahr 2014 belegte Chicago Platz 9 unter den wirtschaftsstärksten Metropolregionen weltweit und Platz 3 innerhalb der Vereinigten Staaten.

## Name

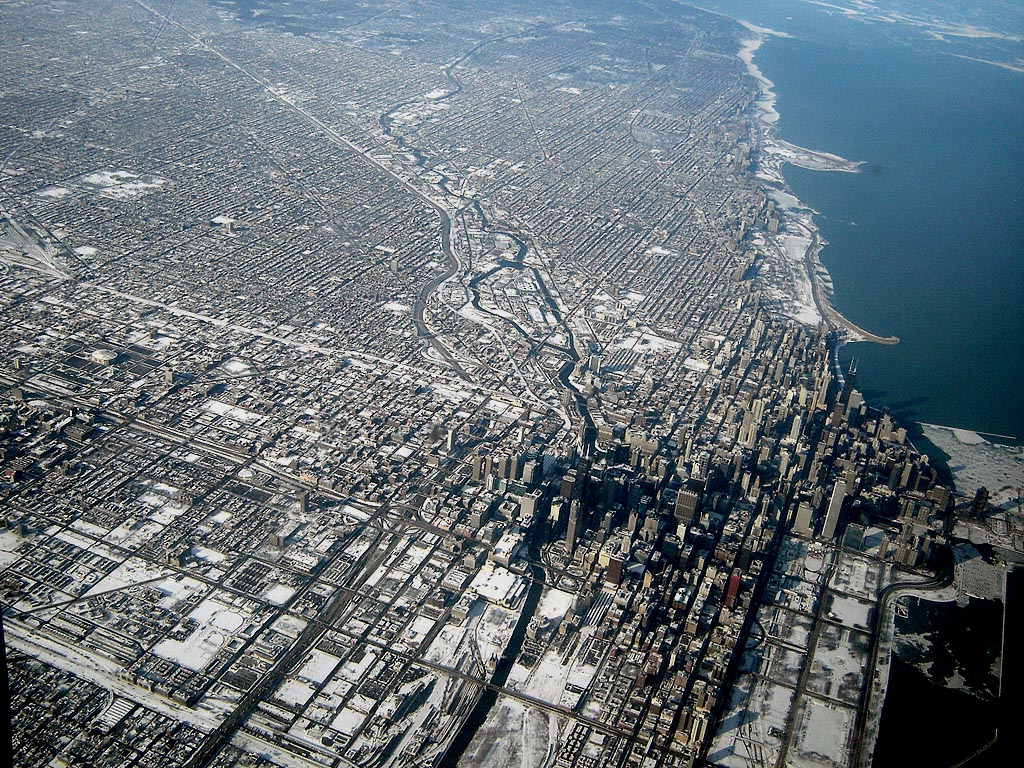
Blick über die Innenstadt von Chicago

Namengebend ist das Wort shikaakwa der Miami-Illinois. Es war ursprünglich Bestandteil des Flussnamens shikaakwa siipiiwi, heute englisch Des Plaines River, der auf die Lauchpflanze Allium tricoccum verweist. In der französisierten Form Checagou wurde es erstmals um 1680 als Ortsname von dem französischen Entdecker Robert de LaSalle überliefert. Die Pflanze soll in dieser Gegend im 17. Jahrhundert sehr verbreitet gewesen sein.
Ein von Fred Fisher 1922 geschriebenes Lied (Text und Komposition) führt Chicago im Titel.
Der verbreitetste Beiname der Stadt ist Windy City. Als Ursprung werden unter anderem starke Winde vom Michigansee, der vermeintlich angeberische Charakter der Stadtbewohner oder die Rivalität mit der Stadt Cincinnati genannt.

## Geographie

### Geographische Lage

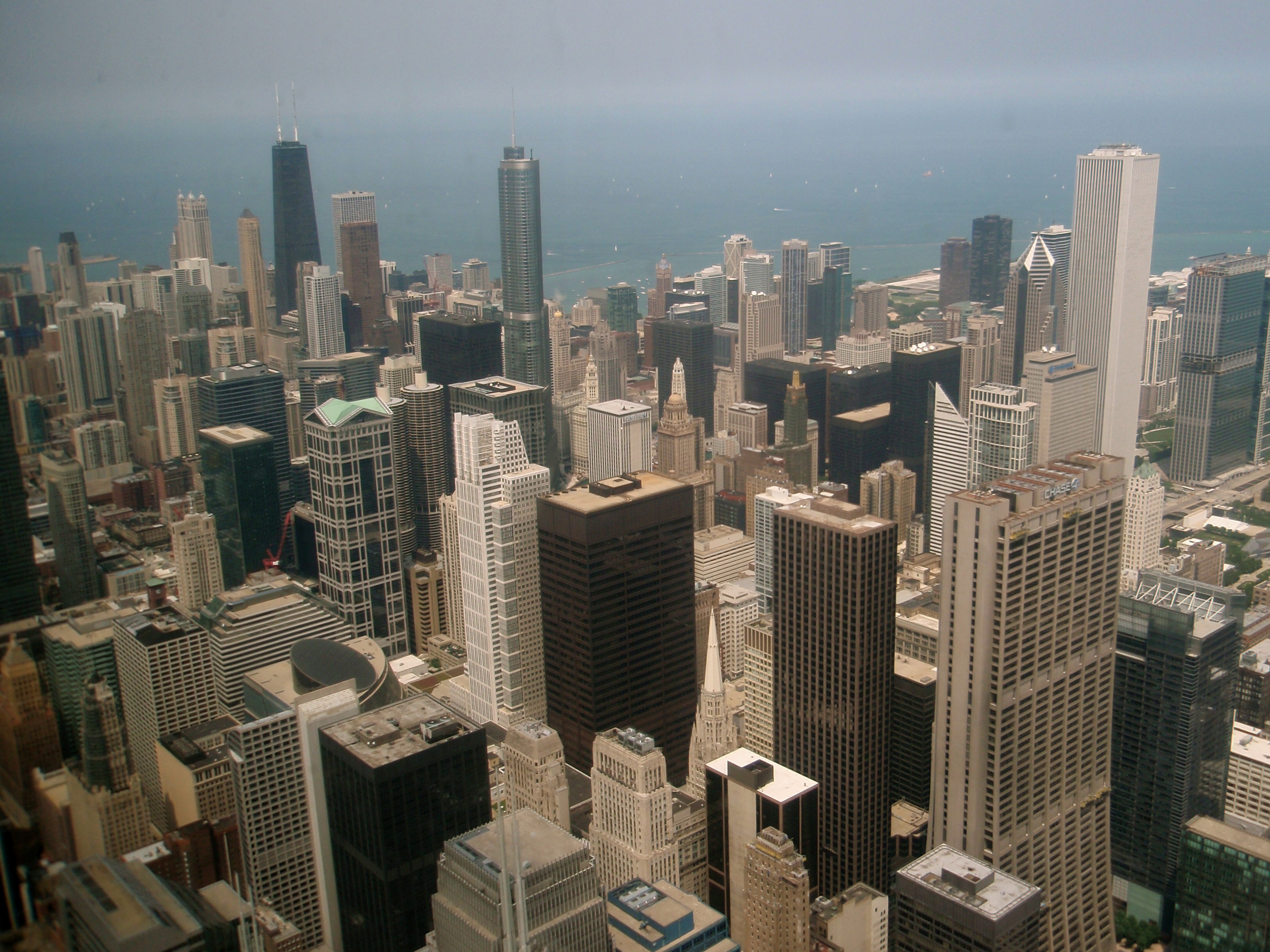
Ein Teil der Skyline vom Willis Tower aus gesehen

Chicago liegt im Nordosten von Illinois. Laut Daten des United States Census Bureau hat die Stadt eine Fläche von 606,1 Quadratkilometern. Gewässer bedecken davon 2,94 Prozent (17,8 Quadratkilometer). In Chicago mündete einst der Chicago River in den Michigansee, einen der fünf Großen Seen Nordamerikas. Allerdings wurde die Fließrichtung des Chicago Rivers 1900 umgekehrt, sodass er nicht mehr in den zur Trinkwassergewinnung genutzten Michigansee mündet, sondern über den Chicago Sanitary and Ship Canal in den Illinois River und letztendlich in den Mississippi River abgeleitet wird. Mehr als 20 Zugbrücken wie beispielsweise die State Street Bridge oder die Canal Street Railroad Bridge überspannen den Fluss.
Die Metropolregion Chicago hat eine Fläche von 28.163 Quadratkilometern und erstreckt sich über Dutzende von Vorstädten in neun verschiedenen Countys, die mit dem Stadtgebiet von Chicago verflochten sind. Diese sind Cook, DuPage, Kane, Kendall, Lake, McHenry und Will County in Illinois, das Lake County in Indiana und das Kenosha County in Wisconsin. Da die Vorstädte politisch unabhängig sind, fließen keine Steuergelder aus diesen Enklaven, um die zentrale Infrastruktur der Großstadt zu finanzieren. Dies ist insbesondere bei den Schulen wichtig, weil ihre Finanzierung zu einem großen Teil aus den lokalen Grundsteuern erfolgt, mit landesweiten Zuschüssen pro Schüler als Ergänzung.
Die Metropolregion Chicago stand bei der Entwicklung des Modells der städtischen Zonen des renommierten Stadtgeographen Ernest Burgess um einen Central Business District (CBD) Pate. Den Kern des CBD bildet der sogenannte Loop; dazu zählen ein von den Gleisen der Chicago „L“ umschlossenes Viertel (die Community Area 32) sowie die angrenzenden Gebiete.

### Stadtgliederung

Chicago: die Community Areas

Seit der Stadtgebieterweiterung von 1960, um den großzügigen Ausbau des Flughafens O’Hare zu ermöglichen, gliedert sich die City of Chicago in 77 Community Areas.
Das Zentrum der Stadt bilden die Stadtteile Chicago Loop (32), Near North Side (8) und Near South Side (33), die durch den Chicago River voneinander getrennt sind. In der Loop befinden sich unter anderem das AON Center, der Willis Tower und das Rathaus. Der mit Hochhäusern stark bebaute Teil von Near North Side wird im Wesentlichen durch den North Lake Shore Drive die North LaSalle Street abgegrenzt. Das höchste Gebäude der Near North Side ist das John Hancock Center. Der weltweit bekannte innere Wolkenkratzerbereich bedeckt ca. sechs Quadratkilometer, das heißt nur rund ein Prozent der Chicagoer Stadtfläche.
| 01 | Rogers Park     | 21 | Avondale           | 41 | Hyde Park       | 61 | New City               |
| 02 | West Ridge      | 22 | Logan Square       | 42 | Woodlawn        | 62 | West Elsdon            |
| 03 | Uptown          | 23 | Humboldt Park      | 43 | South Shore     | 63 | Gage Park              |
| 04 | Lincoln Square  | 24 | West Town          | 44 | Chatham         | 64 | Clearing               |
| 05 | North Center    | 25 | Austin             | 45 | Avalon Park     | 65 | West Lawn              |
| 06 | Lakeview        | 26 | West Garfield Park | 46 | South Chicago   | 66 | Chicago Lawn           |
| 07 | Lincoln Park    | 27 | East Garfield Park | 47 | Burnside        | 67 | West Englewood         |
| 08 | Near North Side | 28 | Near West Side     | 48 | Calumet Heights | 68 | Englewood              |
| 09 | Edison Park     | 29 | North Lawndale     | 49 | Roseland        | 69 | Greater Grand Crossing |
| 10 | Norwood Park    | 30 | South Lawndale     | 50 | Pullman         | 70 | Ashburn                |
| 11 | Jefferson Park  | 31 | Lower West Side    | 51 | South Deering   | 71 | Auburn Gresham         |
| 12 | Forest Glen     | 32 | Chicago Loop       | 52 | East Side       | 72 | Beverly                |
| 13 | North Park      | 33 | Near South Side    | 53 | West Pullman    | 73 | Washington Heights     |
| 14 | Albany Park     | 34 | Armour Square      | 54 | Riverdale       | 74 | Mount Greenwood        |
| 15 | Portage Park    | 35 | Douglas            | 55 | Hegewisch       | 75 | Morgan Park            |
| 16 | Irving Park     | 36 | Oakland            | 56 | Garfield Ridge  | 76 | O’Hare                 |
| 17 | Dunning         | 37 | Fuller Park        | 57 | Archer Heights  | 77 | Edgewater              |
| 18 | Montclare       | 38 | Grand Boulevard    | 58 | Brighton Park   |    |                        |
| 19 | Belmont Cragin  | 39 | Kenwood            | 59 | McKinley Park   |    |                        |
| 20 | Hermosa         | 40 | Washington Park    | 60 | Bridgeport      |    |                        |

### Klima
Das Klima in Chicago ist kontinental (Dfa) mit heißen, schwülen Sommern und kalten, schneereichen Wintern. Die Jahresdurchschnittstemperatur beträgt 10,5 Grad Celsius, die jährliche Niederschlagsmenge 910 Millimeter im Mittel. Der kälteste Monat ist der Januar mit durchschnittlich −3,3 Grad Celsius, der wärmste Monat ist der Juli mit 24,3 Grad Celsius im Mittel.
Der meiste Niederschlag fällt im August mit durchschnittlich 107 Millimetern, der wenigste im Februar mit 35 Millimetern im Mittel. Insgesamt gilt das Wetter in Chicago als wechselhaft. Vor allem im Frühjahr und Herbst weht oft ein starker Wind, zudem herrscht ganzjährig eine hohe Luftfeuchtigkeit.
Die höchste Temperatur wurde offiziell am 24. Juli 1934 an der Wetterstation am Flughafen Midway mit 41 Grad Celsius gemessen, die tiefste am 20. Januar 1985 während der Kältewelle in Nordamerika an der Wetterstation der Universität von Chicago (Rosenwald Hall, 58th St. und University Ave.) mit −33 Grad Celsius. Der meiste Niederschlag fiel am 14. August 1987 an der Wetterstation am Flughafen O’Hare mit 165 Millimeter. Der schneereichste Winter war 1978/79 (27. November bis 4. März) mit 2278 Millimeter Niederschlag.
|                       | Jan   | Feb  | Mär  | Apr  | Mai  | Jun  | Jul  | Aug   | Sep  | Okt  | Nov  | Dez  |   |       |
| Mittl. Tagesmax. (°C) | −1,7  | 0,8  | 7,7  | 14,8 | 21,2 | 26,4 | 28,7 | 27,7  | 23,8 | 17,4 | 9,1  | 1,1  | ⌀ | 14,8  |
| Mittl. Tagesmin. (°C) | −10,6 | −8,2 | −1,9 | 3,7  | 8,7  | 14,2 | 17,0 | 16,4  | 12,2 | 5,7  | −0,2 | −7,2 | ⌀ | 4,2   |
|                       |       |      |      |      |      |      |      |       |      |      |      |      |   |       |
| Niederschlag (mm)     | 38,9  | 34,5 | 68,3 | 92,5 | 84,3 | 96,0 | 93,0 | 107,2 | 97,0 | 61,2 | 74,2 | 62,7 | Σ | 909,8 |
|                       |       |      |      |      |      |      |      |       |      |      |      |      |   |       |
| Regentage (d)         | 7,3   | 6,2  | 9,0  | 9,5  | 8,9  | 8,0  | 8,0  | 7,5   | 7,7  | 6,6  | 7,9  | 7,8  | Σ | 94,4  |

| −10,6 |

| −8,2 |

| −1,9 |

| 3,7 |

| 8,7 |

| 14,2 |

| 17,0 |

| 16,4 |

| 12,2 |

| 5,7 |

| −0,2 |

| −7,2 |

| −10,6 |

| −8,2 |

| −1,9 |

| 3,7 |

| 8,7 |

| 14,2 |

| 17,0 |

| 16,4 |

| 12,2 |

| 5,7 |

| −0,2 |

| −7,2 |

## Geschichte

### Frühgeschichte
Die Region der heutigen Stadt war von Algonkin-Stämmen bewohnt, wie etwa den Mascouten und den Miami. Sie waren durch die Irokesenkriege des 16. und 17. Jahrhunderts, vor allem die Biberkriege, westwärts getrieben worden. Um 1700 kehrten sie jedoch zurück. Zu den Miami gehörten um diese Zeit sechs Gruppen, die Atchatchakangouen (die eigentlichen Miami), Kilatika, Mengakonkia, Pepikokia, Piankashaw und Wea, von denen hundert Jahre später allerdings nur noch die Miami, die Piankashaw und die Wea verblieben. Um 1720 lebten sie überwiegend in Indiana. Aus der Sprache der Miami stammt der Begriff shikaakwa (Wilde Zwiebel).
Sie betrieben mit ihren Nachbarn, den Potawatomi im Osten, den Meskwaki im Norden und den Illinois im Südwesten Handel, wobei Letztere sich kurz vor der Ankunft der ersten Europäer von den Miami getrennt hatten. Sie beherrschten Illinois und damit das Gebiet des späteren Chicago. Von den zahlreichen Dörfern, die die ersten Franzosen 1673 registrierten, überlebten nur Cahokia, Kaskaskia, Peoria, Michigamea, Moingwena und Tamaroa die über sie hereinbrechenden Epidemien. Zugleich verließen sie das Chicagoer Gebiet südwestwärts. Hatten sie 1673 noch 12.000 Menschen gezählt, so waren es bereits 1736 nur noch 2500. 1725 besuchte „Chicago“, ein Michigamea-Illinois-Häuptling, Paris – der Name der Stadt geht dennoch nicht auf ihn zurück, denn diese Ortsbezeichnung bestand schon 1673. Im Jahr 1800 zählten die Illinois nur noch 100, 1833 verließ die letzte Familie den Staat. Jean Baptiste Ducoigne, ein Häuptling der Kaskaskia Illinois und Freund des Präsidenten Thomas Jefferson, unterstützte die Vereinigten Staaten im Aufstand gegen Großbritannien und im Krieg von 1812.

### Vom Handelsposten zur Stadt (1673–1837)

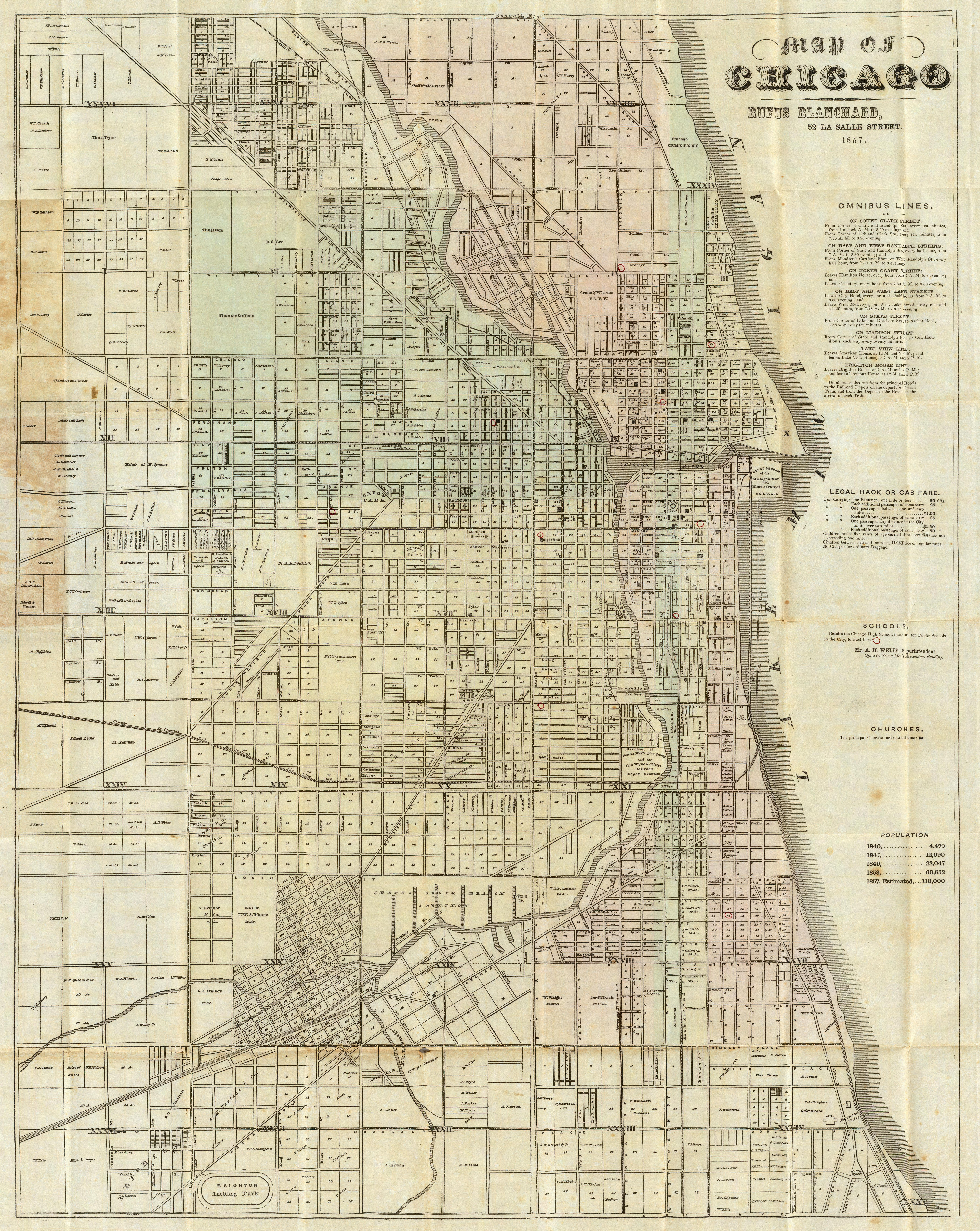
Chicago 1857

Im Jahre 1673 erkundeten die französischen Forscher Jacques Marquette und Louis Joliet das Gebiet des heutigen Chicago, das von der dort lebenden indigenen Bevölkerung shikaakwa, französisiert Checagou, genannt wurde. In den 1770er Jahren errichtete Jean Baptiste Point du Sable, Sohn eines Québecer Kaufmanns und einer schwarzen Sklavin, einen Handelsposten am Tauschplatz der ortsansässigen Volksstämme Miami, Meskwaki, Othâkîwa und Potawatomi. „Der erste weiße Mann, der sich hier niederließ, war ein Schwarzer“, werden sie zitiert.
Dank der verkehrsgünstigen Lage an den Wassertransportwegen des Michigansees, einem der Großen Seen, und des Chicago Rivers gewann der Handelsposten bis Anfang des 19. Jahrhunderts zusehends an Bedeutung. Als Illinois 1818 den Vereinigten Staaten beitrat und deshalb verkehrstechnisch besser erschlossen werden sollte, erlangte Chicago nach dem Bau der Ost-West Eisenbahnstrecke daher schnell den Ruf als „Tor zum Westen“. Es war nun der wichtigste Handelsplatz für Rohstoffe und landwirtschaftliche Produkte weit und breit.
Holz kam mit Schiffen aus dem Norden und wurde vor Ort weiterverkauft oder mit der Bahn weitertransportiert, und Lebensmittel brachten die Farmer auf die Märkte, von wo sie dann wiederum auf Schiffe oder Züge umgeladen und verfrachtet werden konnten. Werkzeuge und sonstige Materialien, die vorerst nicht oder in unzureichender Menge vor Ort produziert wurden, kamen wiederum aus dem Osten. So wurde aus dem Handelsposten ein Dorf. Am 12. August 1833 wurde Chicago offiziell gegründet und bereits vier Jahre später, am 4. März 1837, mit seinen 4200 Einwohnern zur Stadt erhoben. Erster Bürgermeister wurde William Butler Ogden.

### Rasante Expansion (1837–1885)
Immer mehr Menschen zogen in die Stadt und der ohnehin bereits ausgeprägte Handel wurde weiter angetrieben, was noch mehr Zuwanderer anlockte. Von nur 100 Einwohnern im Jahre 1830 stieg die Einwohnerzahl Chicagos bis 1860 auf 100.000. Die Grundstückspreise stiegen rasant an. Als der 1836 begonnene Bau des „Illinois- und Michigan-Kanals“ zwischen dem Chicago River und dem in den Mississippi mündenden Illinois River 1848 fertiggestellt wurde, gab es eine weitere äußerst attraktive Verkehrsroute. Sechs Staaten südlich entlang des Mississippi sowie drei nördlich und Regionen entlang des in den Mississippi mündenden Missouri River waren nun zusätzlich durch eine breite Wasserstraße erschlossen.

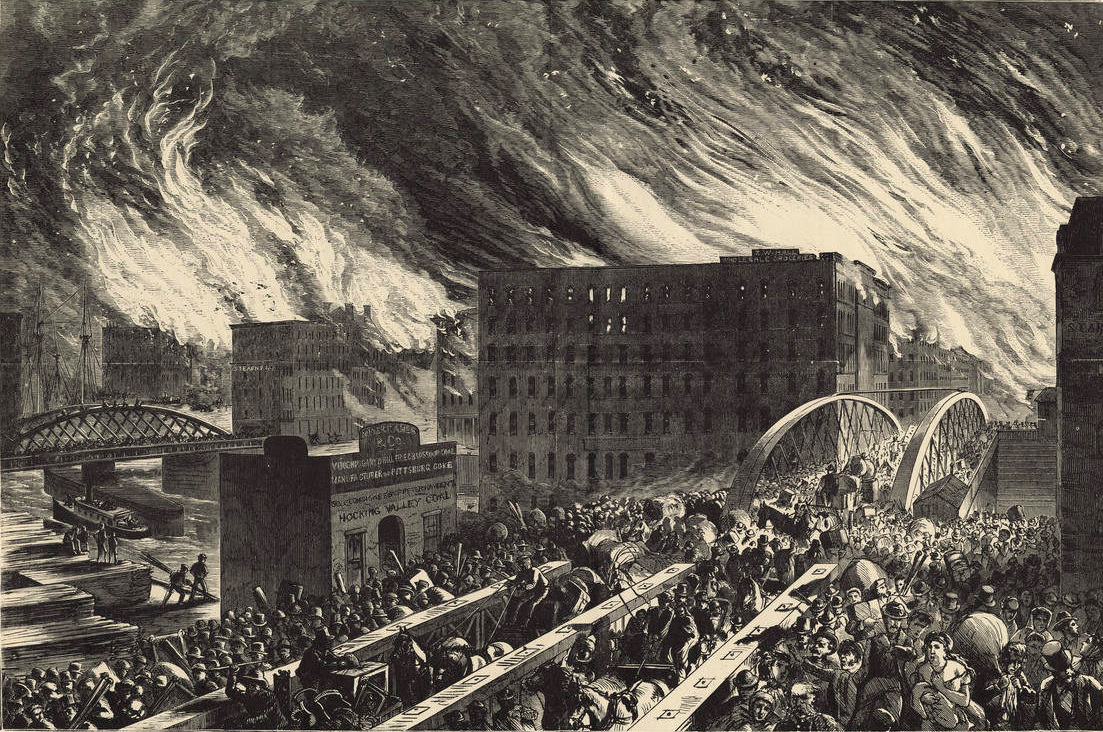
Großer Brand von 1871

Ebenfalls 1848 wurde die erste Eisenbahnstrecke eröffnet, die auch Chicago anfuhr: die Galena and Chicago Union Railroad. Mit der Fertigstellung der Chicago Sanitary Canals im Jahr 1900 wurde die Fließrichtung des Chicago Rivers umgedreht. Die in ihn entsorgten Abwässer verschmutzten nicht mehr den Michigansee, der zur Trinkwasserversorgung genutzt wurde, sondern den Illinois and Michigan Canal, den Illinois River und den Mississippi.
Im Jahre 1850 hatte Chicago bereits 30.000 Einwohner, und ein Ende des Zustroms war nicht absehbar – zu günstig waren die Rahmenbedingungen am Verkehrsknotenpunkt der Vereinigten Staaten. 1855 kam es zum Lager Beer Riot. Deutsche Siedler kämpften in diesem Aufstand um ihr Recht, auch am Sonntag Bier ausschenken zu dürfen.
Ab 1856 wurde zur Verbesserung der Kanalisation nach verschiedenen Epidemien stückweise die Bodenhöhe des gesamten Zentrums von Chicago angehoben. Die Höherlegung dauerte ungefähr 20 Jahre, wobei es zu Anhebungen von weniger als einem Meter bis zu 2,5 Metern kam.
Zwischen dem 8. und dem 10. Oktober 1871 wütete der Große Brand von Chicago, der den Großteil der Stadt zerstörte. Nach dem Feuer wurden 125 Leichen geborgen. Schätzungen kamen letztlich auf 300 Tote und 18.000 zerstörte Häuser. Etwa 100.000 Menschen wurden obdachlos. Beim raschen Wiederaufbau wurden verbesserte Feuerschutzbestimmungen berücksichtigt. Architekten wie Louis Sullivan und später auch Frank Lloyd Wright kamen in die Stadt, die nun als Experimentierfeld für urbane Innovationen diente. 1880 zählte die „wiedergeborene“ Stadt bereits 500.000 Einwohner.

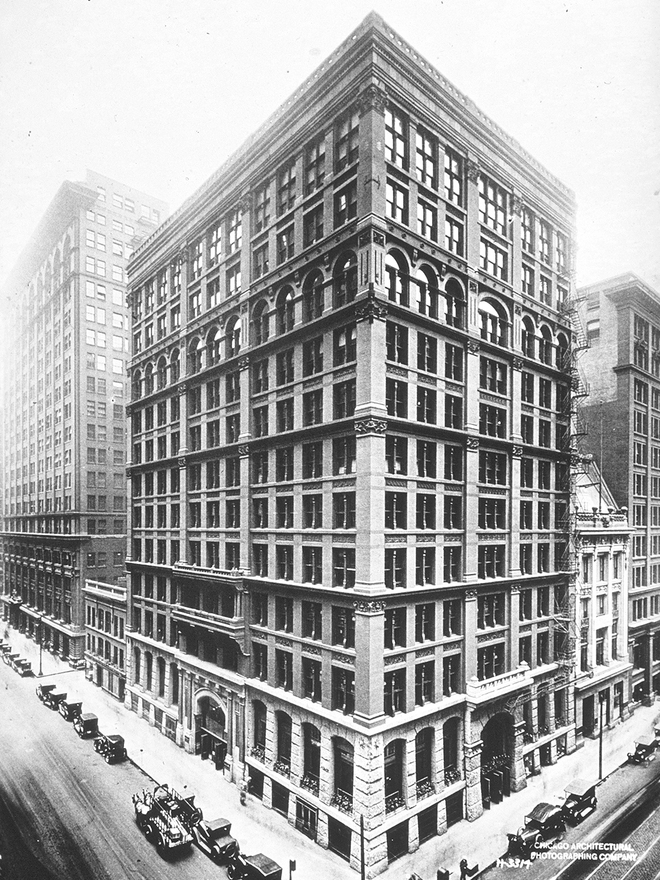
Das Home Insurance Building von 1885 (hier mit Aufstockung von 1890) mit 42 Metern (10 Etagen) gilt als erstes Hochhaus der Welt

Zwischen 1880 und 1890 verdoppelte sich die Einwohnerzahl und Chicago zählte nun über eine Million Einwohner. Zwar erlebten die Grundstückspreise in der Innenstadt schon seit der Ernennung zur Stadt immer wieder extreme Anstiege, doch dieses Mal drang man in eine neue Preisdimension vor. Kostete ein Quadratmeter im Jahre 1880 noch 130 US-Dollar, versiebenfachte sich der Preis bis zum Jahr 1890 bis auf fast 900 US-Dollar pro Quadratmeter. Um rentabel zu wirtschaften, begannen Grundstückseigner, ihre Grundfläche maximal zu nutzen – das heißt, es musste höher gebaut werden. Dank neuer Erfindungen wie elektrischer Aufzüge, feuerfesterer Baustoffe, aber vor allem durch die Verwendung von Stahlskeletten im Gebäudebau wurde dies möglich.
Das 1885 erbaute und 1931 abgerissene Home Insurance Building war das erste Bauwerk, das die neuen technischen Errungenschaften vereinte, und gilt mit seinen ursprünglich zehn Etagen und 42 Meter Höhe als das erste moderne Hochhaus der Welt. Das 1889 von Dankmar Adler und Louis Sullivan errichtete Auditorium Building wies zudem – neben seiner fast perfekten Akustik – als Neuheit eine Klimaanlage auf. Zwischen 1890 und 1894 wurde das Reliance Building erbaut, das als Vorläufer der gläsernen Vorhangwandkonstruktion gilt, die später den „internationalen Stil“ bestimmen sollte. Es gilt als Meisterwerk der Ersten Chicagoer Schule.

### Industrielle Großmacht (1885–1918)

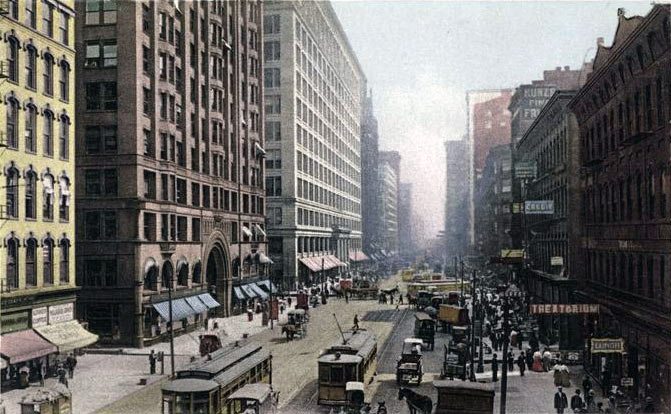
Postkartenansicht der State Street um 1907

Am 1. Mai 1886 organisierten die Gewerkschaften Chicagos einen Streik, um die Arbeitszeiten von täglich zwölf auf acht Stunden zu reduzieren. Als die Polizei am 3. Mai hart durchzugreifen begann, und Streikende getötet wurden, kam es zu einem Aufstand, der als Haymarket Riot in die Geschichte einging; seither wird seiner jährlich am 1. Mai, dem Tag der Arbeit, gedacht. Das Ende des 19. Jahrhunderts war auch ansonsten keine ruhige Phase. Die Korruption erlebte ihre erste Blütezeit. Viele Politiker der Stadt waren käuflich. Etwa ein Viertel der Stadträte besaßen Saloons und galten als boodlers („Geschmierte“). Hempstead Washburne, Bürgermeister von 1891 bis 1893, warb für seine Wiederwahl mit dem Hinweis, es sei „klüger, für einen Mann zu votieren, der bereits genug gestohlen hat, als für einen neuen“. Auch Wahlbetrug stand an der Tagesordnung. Washburne gelang seine Wiederwahl jedenfalls nicht.
Vom 1. Mai bis zum 30. Oktober 1893 fand die als World’s Columbian Exposition bezeichnete Weltausstellung in Chicago statt. Sie hatte großen Einfluss auf die Entwicklung der Kunst und Architektur dieser Zeit. Die Veranstaltung prägte Chicagos Selbstwahrnehmung und stärkte die Bevölkerung in ihrer optimistischen Sichtweise des industriellen Fortschritts, zumal Chicago das Rennen gegen das ungeliebte New York City für sich entscheiden konnte.

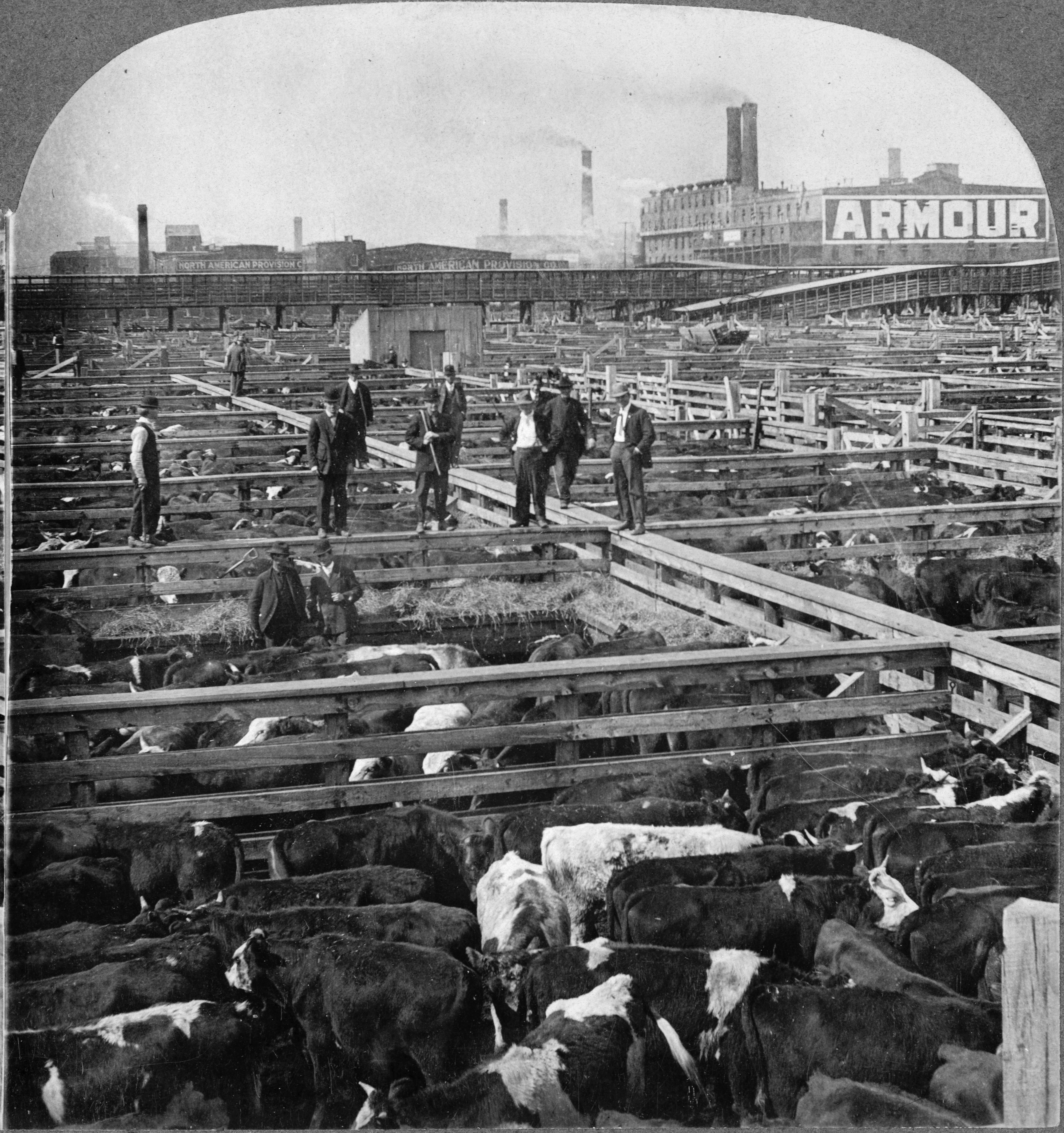
Rinder warten auf ihre Schlachtung in den Union Stock Yards (1909)

Im Jahre 1890 lebten in der Stadt eine Million Menschen, bis 1910 verdoppelte sich diese Zahl auf zwei Millionen. 1900 hatte die Stadt bereits 1,7 Millionen Einwohner, darunter viele deutsche, irische und osteuropäische Einwanderer. Zu dieser Zeit festigte sich der Ruf Chicagos als Ort der scheinbar unbegrenzten Möglichkeiten, der zahlreiche Jobs für jeden bereithielt, der bereit war zu arbeiten. Am meisten fühlten sich von diesem Versprechen Schwarze aus den Südstaaten angezogen. Allein im Zeitraum 1916 bis 1919 zogen zwischen 50.000 und 75.000 Afroamerikaner in die Stadt. Der Pädagoge John Dewey eröffnete 1896 eine Reformschule und erprobte den neuen Projektunterricht.
In dieser Zeit wurde Chicago auch als hog butcher for the world bekannt. Die Stadt war Hauptumschlagplatz für die landwirtschaftlichen Produkte des Mittleren Westens, neben Getreide und Holz war dies vor allem Vieh. Die Schlachthöfe auf den sogenannten Union Stock Yards hatten sich innerhalb weniger Jahrzehnte zu den bedeutendsten weltweit entwickelt. Besonders die Fließbandproduktion in der Fleischverarbeitung war weltweit richtungsweisend. Um die Jahrhundertwende wurden auf den Stock Yards jährlich bis zu 12 Millionen Tiere geschlachtet und ca. 82 Prozent des amerikanischen Fleisches verarbeitet. Die schlechten Arbeitsbedingungen und die mangelnde Hygiene wurden unter anderem durch Upton Sinclairs Roman Der Dschungel bekannt.
Lange Arbeitszeiten, geringer Lohn und unmenschliche Arbeitsbedingungen, vor allem aber die von den Einwanderern mitgebrachten Traditionen der Selbstorganisation führten dazu, dass Chicago die Wiege der amerikanischen Gewerkschaftsbewegung wurde. Um 1900 hatten sich die meisten Arbeiter in der American Federation of Labor organisiert. Auch die noch heute existente revolutionäre Gewerkschaft Industrial Workers of the World (IWW) wurde hier im Jahre 1905 gegründet. Das Theaterstück Die heilige Johanna der Schlachthöfe von Bertolt Brecht spielt im Chicago der späten 1920er Jahre und thematisiert die schlechten Arbeitsbedingungen und den Kampf der Arbeiter dagegen. Als am 27. Juli 1919 ein weißer Polizist sich weigerte, nach einer Steinigung eines im See schwimmenden schwarzen Jugendlichen die Verhaftung eines beschuldigten Weißen vorzunehmen, folgte ein sechstägiger Aufstand mit 38 Toten.

### Stadt von Jazz und Gangstern (1918–1945)

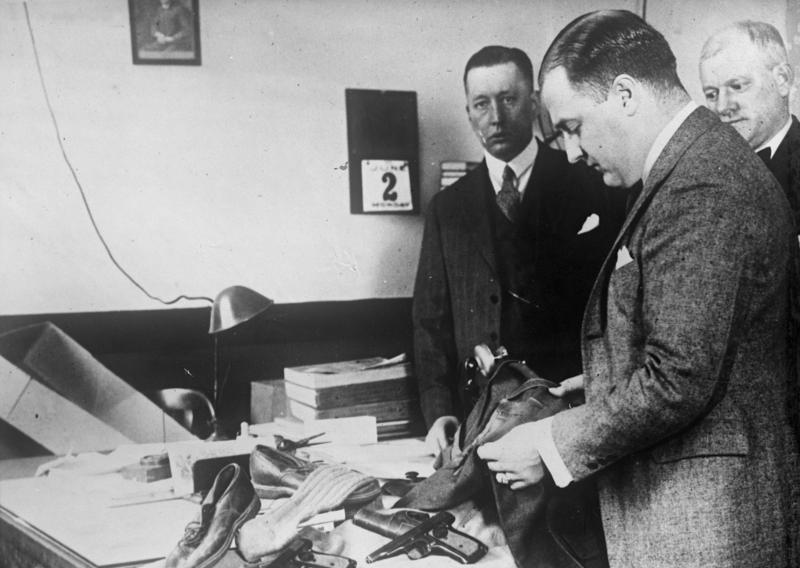
Die Polizei mit Waffen eines erschossenen Gangsters, 1931

Ab 1922 wurde Chicago zur Jazzmetropole. Größen wie Louis Armstrong, Earl Hines oder Jelly Roll Morton belebten die „schwarzen Clubs“ und prägten den Chicago-Jazz. In jenem Jahr entstand mit Chicago (That Toddling Town) von dem aus Köln nach Chicago ausgewanderten Tin-Pan-Alley-Komponisten Fred Fisher eine vielgecoverte Hommage an die Stadt.
Nicht nur der Jazz kam durch die Afroamerikaner nach Chicago: Die Stadt wurde auch ein Zentrum schwarzer Organisationen – sowohl die von Reverend Jesse Jackson gegründete PUSH (People United to Save Humanity) als auch die militantere „Nation of Islam“ (eigentlich „The Lost-Found Nation of Islam“, auch bekannt als „Black Muslims“), von Elijah Muhammad 1930 ins Leben gerufen, haben ihren Hauptsitz auf der South Side in Chicago.
Während der Roaring Twenties machten sich kriminelle Syndikate unter skrupellosen Gangsterbossen wie Bugs Moran, Johnny Torrio und Al Capone die Prohibition zunutze und verkauften illegal hergestellten Alkohol. Feuergefechte zwischen Polizei und Gangstern waren zwar nicht so sehr an der Tagesordnung, wie viele Filme glauben machen möchten, aber das mafiöse System funktionierte.
In den Jahren 1933 und 1934 fand unter dem Motto A Century of Progress zum zweiten Mal in Chicago eine Weltausstellung statt, zu der das deutsche Luftschiff LZ 127 1933 eine Besuchsfahrt absolvierte.
Am 5. Oktober 1937 hielt der US-amerikanische Präsident Franklin D. Roosevelt in der Stadt anlässlich der Einweihung der Outer Link Bridge am Lake Shore Drive seine weltweit aufsehenerregende „Quarantäne-Rede“, in der erstmals der Anspruch eines Mitspracherechts der USA bei der zukünftigen politischen Ordnung der Welt erhoben wurde.
Im Jahre 1942 gelang dem Physiker Enrico Fermi an der University of Chicago die erste kontrollierte nukleare Kettenreaktion als Teil des Manhattan-Projekts, dessen Ziel der Bau von Kernwaffen war.

### Abschwung und Erholung (Von 1945 bis Ende 20. Jh.)

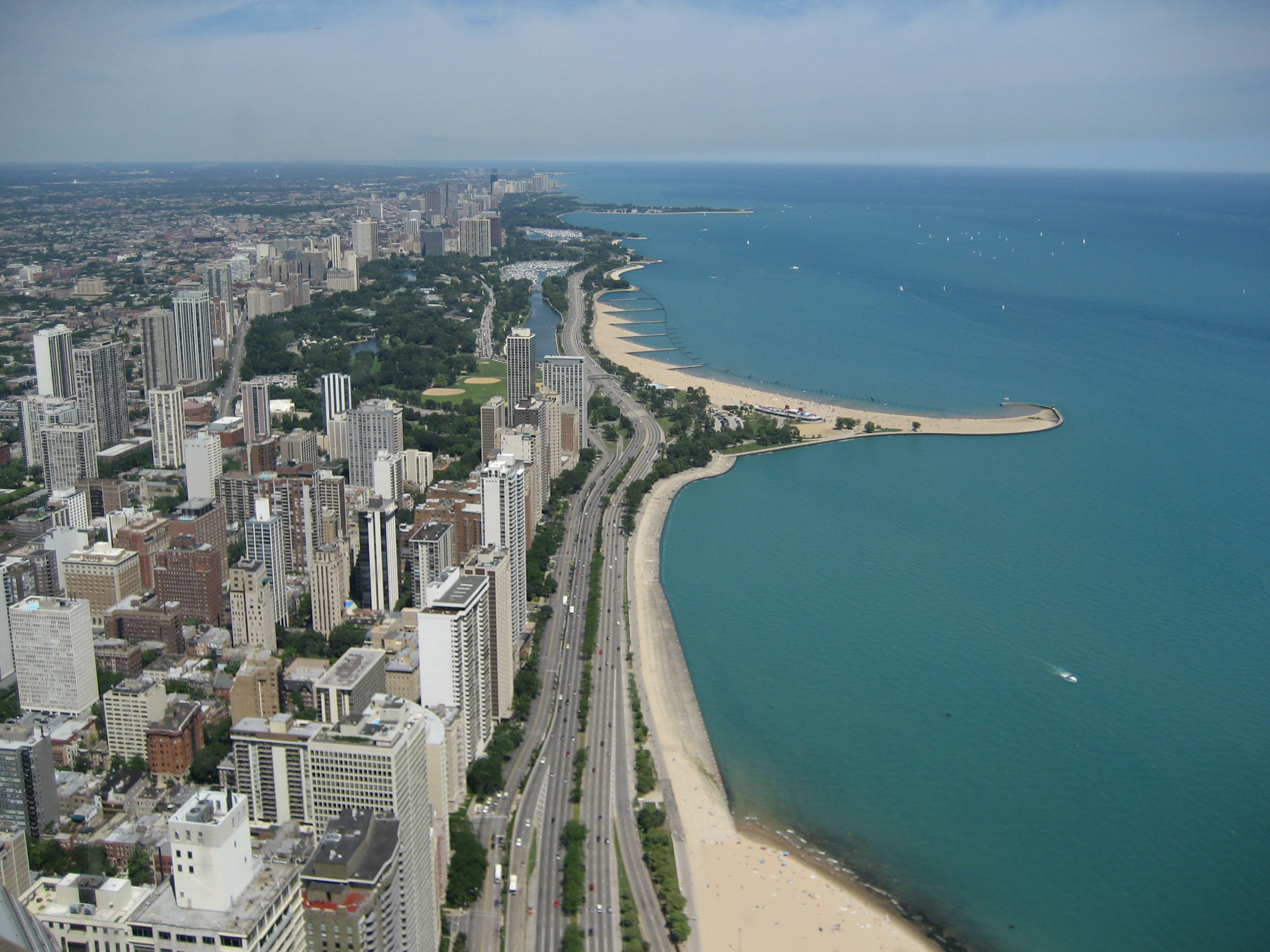
Blick vom John Hancock Center nach Norden

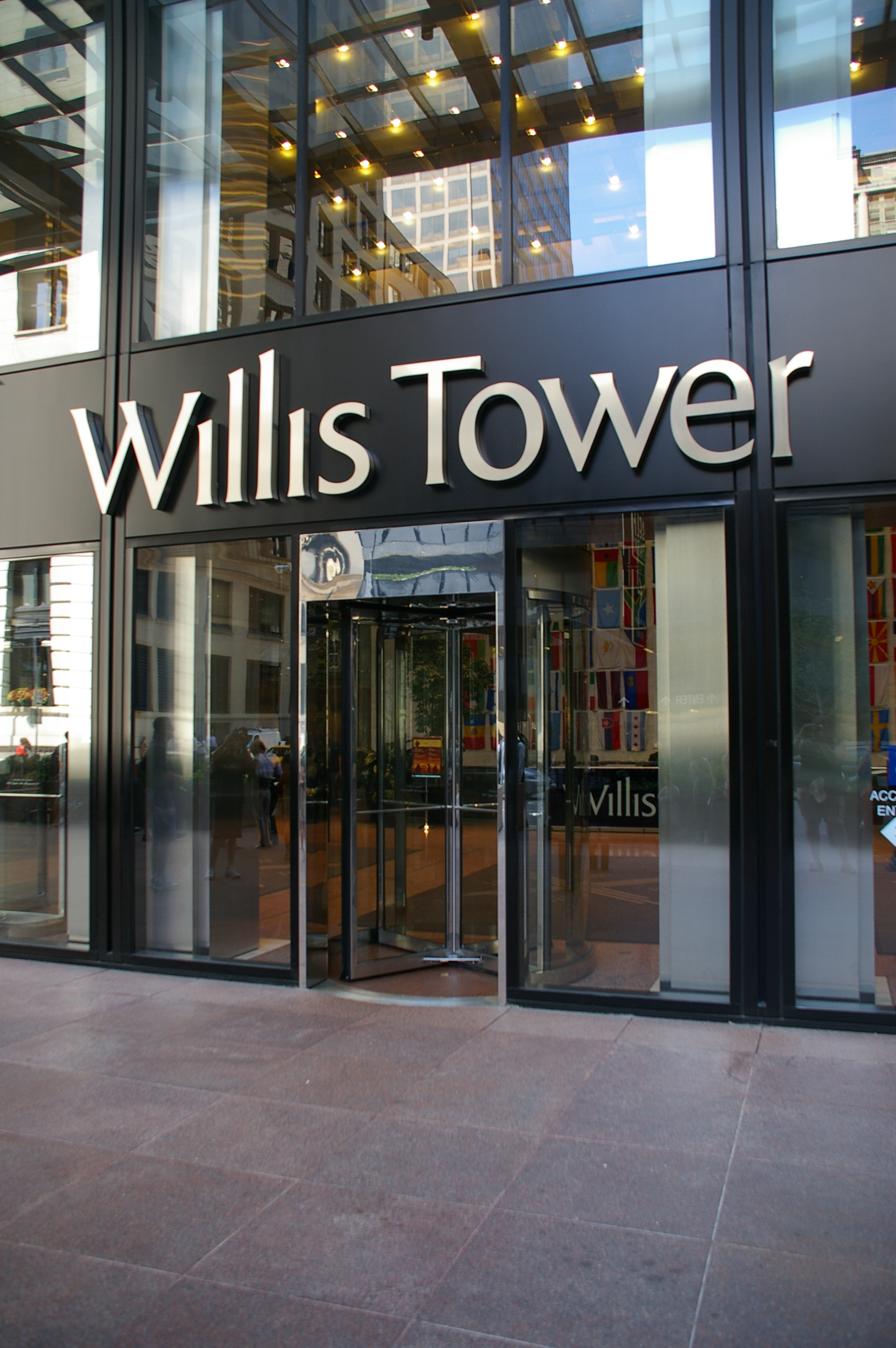
Haupteingang des Willis Towers

Die Einwohnerzahl erreichte 1950 ihr Maximum (3,62 Millionen Einwohner); danach ging sie aufgrund der in die Vorstädte abwandernden (größtenteils weißen) Mittelschicht bis 1990 stetig um insgesamt rund 840.000 Einwohner zurück. Seit Beginn der 1990er Jahre erholte sich die Einwohnerzahl wieder.
Von 1955 bis 1976 prägte Richard J. Daley als Bürgermeister maßgeblich die Politik in Chicago; er spielte auch in der Demokratischen Partei eine bedeutende Rolle, etwa bei der Unterstützung der Präsidentschaftskandidaturen von John F. Kennedy 1960 und Hubert Humphrey 1968. In seine Regierungszeit fiel das brutale Vorgehen gegen Antikriegsdemonstranten 1968. Während der Democratic National Convention im August 1968 kam es zu gewalttätigen Ausschreitungen gegen den Vietnamkrieg. 1969 wurden die Chicago Seven dafür angeklagt.
Im Jahre 1979 wurde Jane Byrne erste Bürgermeisterin Chicagos und 1983 Harold Washington Chicagos erster afroamerikanischer Bürgermeister. Der Herausforderer des Demokraten Washington bei der Bürgermeisterwahl 1983 war der Republikaner Bernard Epton, der von vielen weißen Demokraten und Basisorganisationen unterstützt wurde. Epton erhielt 90 Prozent aller Stimmen in den Stadtbezirken mit vorwiegend weißer Bevölkerung und nur drei Prozent in denen mit überwiegend schwarzer Bevölkerung. Bei Washington waren die Zahlen umgekehrt. Insgesamt gewann Harold Washington mit vier Prozentpunkten Vorsprung. Die Wiederwahl im Frühjahr 1987 gewann er sicher. Er regierte Chicago bis zu seinem Tod im November 1987.

### Zentrum der Region (21. Jh.)
Seit Anfang des 21. Jahrhunderts ist der Status der Stadt als kulturelles und wirtschaftliches Zentrum der Region unumstritten. Allerdings gibt es auch Bereiche der Stadt, die durch hohe Kriminalität auffallen. Hunderte Straßengangs haben Schusswaffen und befehden sich untereinander. Dabei sterben oft auch Unbeteiligte. Im benachbarten Bundesstaat Indiana ist der Schusswaffenkauf besonders einfach. Im Jahre 2015 starben in Chicago rund 500 Menschen durch Schusswaffen. Im Folgejahr wurden rund 4300 Menschen angeschossen, 762 von ihnen starben (mehr als in den deutlich größeren Metropolen Los Angeles und New York zusammen). Aufsummiert starben von 2001 bis Ende 2016 in Chicago rund 7900 Menschen durch Waffengewalt.

## Demografie

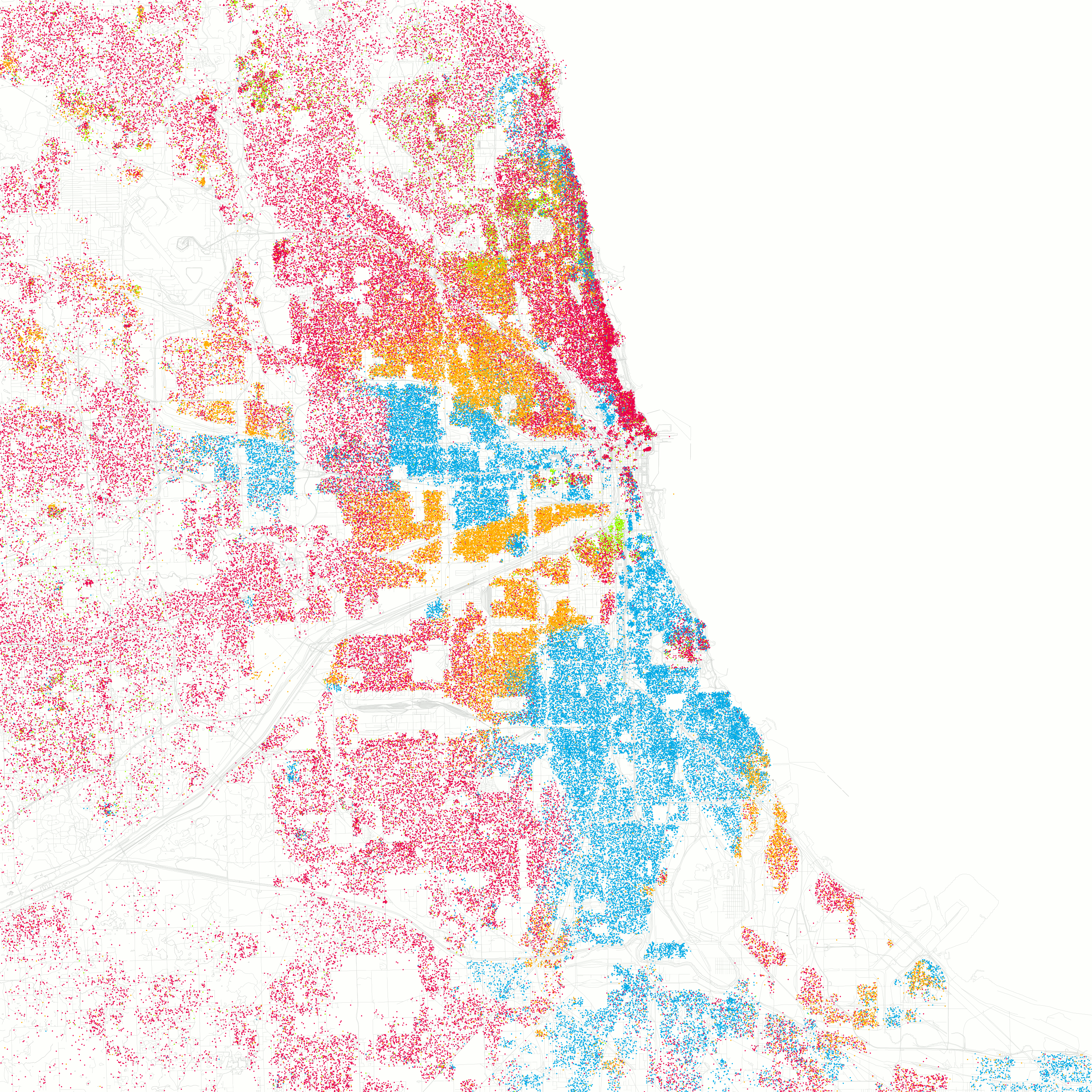
Darstellung der ethnischen Bevölkerungsverteilung in Chicago im Jahr 2000. Weiß, Schwarz, Asiatisch, Latino.

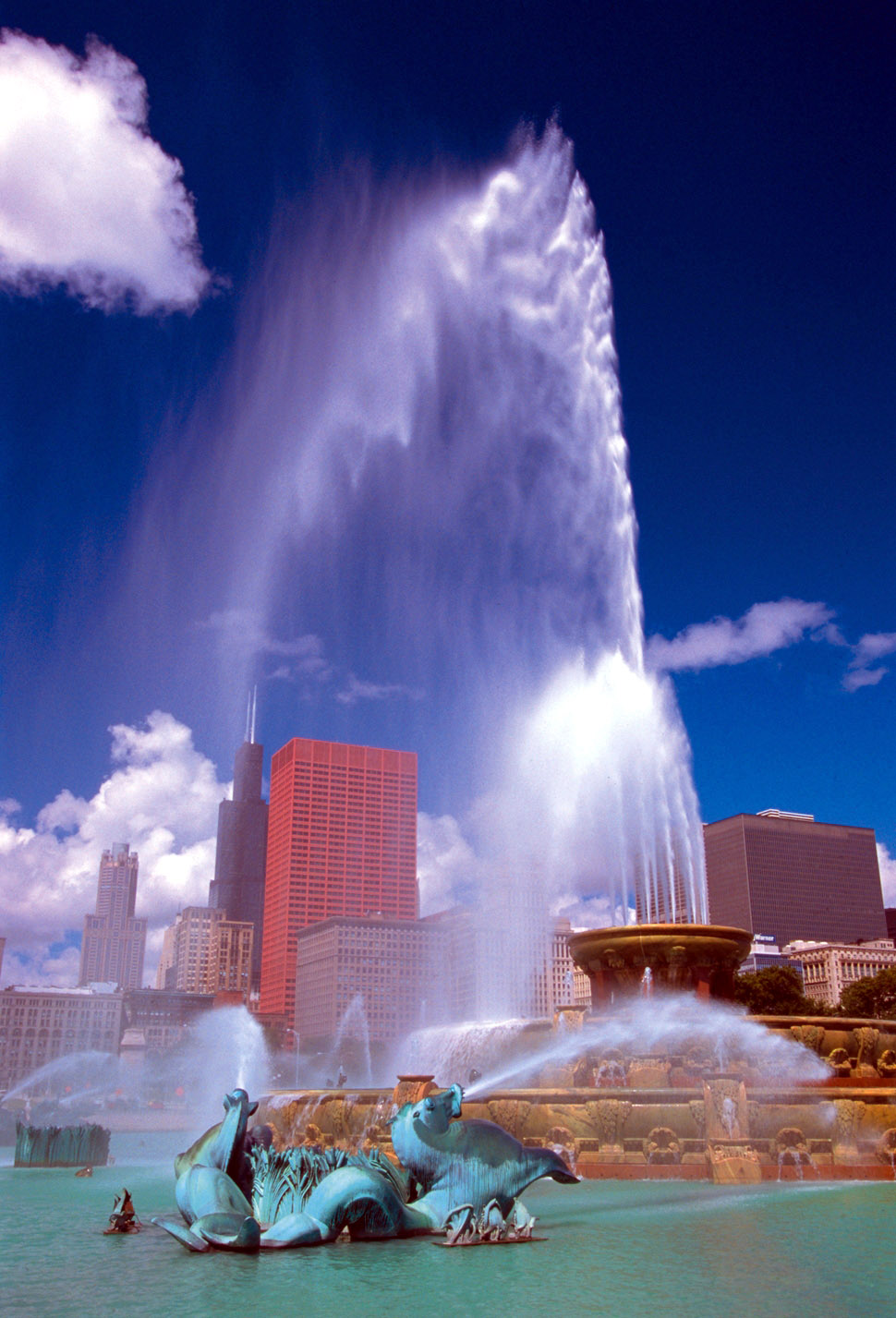
Buckingham Fountain

2008 lebten in der Stadt 2.853.114 Menschen. Das war gegenüber 2000 ein Rückgang um 1,8 Prozent. Die Metropolregion Chicago, die auch „Chicagoland“ genannt wird, lag 2008 mit 9,5 Millionen Einwohnern an 30. Stelle der Liste der größten Metropolregionen der Welt.
Laut der Volkszählung aus dem Jahr 2000 gab es im Stadtgebiet 2.896.016 Einwohner, 1.061.928 Haushalte und 632.909 Familien, die in der Stadt ansässig waren. Die Bevölkerungsdichte betrug 4.923 Einwohner pro Quadratkilometer. Die Bevölkerung bestand zu 41,97 Prozent aus Weißen und zu 36,77 Prozent aus Afroamerikanern; 4,35 Prozent waren asiatischer Herkunft. 28,9 Prozent der Bevölkerung waren Hispanics (einige davon gaben ihre „Rasse“ bei den Volkszählungen als „weiß“ an). Der Median des Einkommens je Haushalt lag bei 38.625 US-Dollar, der Median des Einkommens einer Familie bei 42.724 US-Dollar. 19,6 Prozent der Bevölkerung lebten unter der Armutsgrenze. Die größten Gruppen nach ethnischer Herkunft im Stadtgebiet waren: Polen 210.421 (7,3 Prozent), Iren 191.998 (6,6 Prozent), Deutsche 189.618 (6,5 Prozent), Italiener 101.903 (3,5 Prozent) und Engländer 57.579 (2,0 Prozent).
Die ethnische Herkunft nimmt für nachfolgende Generationen an Bedeutung ab, besonders bei Kindern aus gemischten Ehen. Dies gilt auch für die zahlreichen Nachkommen deutscher Einwanderer, die in und um Chicago wohnen. Da viele Einwohner irischstämmig sind, findet jedes Jahr im März eine riesige Saint-Patrick’s-Day-Parade statt. Zur Feier dieses Tages wird auch der Chicago River grün gefärbt. Derzeit gibt es auch ein sehr großes Gebiet im Nordwesten der Stadt, das dadurch auffällt, dass die Schilder auf Geschäften koreanisch beschriftet sind. Auffällig ist auch die relativ hohe Ansammlung polnischstämmiger Amerikaner. In der gesamten Metropolregion von Chicago leben knapp eine Million Polnischstämmige. Immer noch wird jährlich der Verfassung vom 3. Mai 1791 im Rahmen der Polish Constitution Day Parade gedacht und der polnische Nationalfeiertag gefeiert.
Die folgende Übersicht zeigt die Einwohnerzahlen der eigentlichen Stadt nach dem jeweiligen Gebietsstand. Von 1830 bis 2000 handelt es sich um Volkszählungsergebnisse und 2005 um eine Schätzung des United States Census Bureau.
| Jahr/Datum     | Einwohner |
| -------------- | --------- |
| 1830           | 100       |
| 1840           | 4.470     |
| 1. Juni 1850   | 29.963    |
| 1. Juni 1860   | 112.172   |
| 1. Juni 1870   | 298.977   |
| 1. Juni 1880   | 503.185   |
| 1. Juni 1890   | 1.099.850 |
| 1. Juni 1900   | 1.698.575 |
| 15. April 1910 | 2.185.283 |
| 1. Januar 1920 | 2.701.705 |
| 1. April 1930  | 3.376.438 |

| Jahr/Datum    | Einwohner |
| ------------- | --------- |
| 1. April 1940 | 3.396.808 |
| 1. April 1950 | 3.620.962 |
| 1. April 1960 | 3.550.404 |
| 1. April 1970 | 3.366.957 |
| 1. April 1980 | 3.005.072 |
| 1. April 1990 | 2.783.726 |
| 1. April 2000 | 2.896.016 |
| 1. Juli 2005  | 2.842.518 |
| 1. Juli 2008  | 2.853.114 |
| 2010          | 2.695.598 |
| 2020          | 2.746.388 |

## Politik

### Stadtregierung

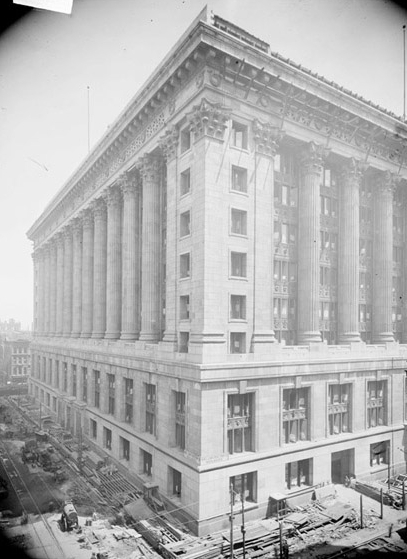
Rathaus 1911

An der Spitze der Stadtverwaltung von Chicago steht der Bürgermeister (Mayor), der von der Bevölkerung für eine Amtszeit von vier Jahren gewählt wird. Er ernennt Leiter der verschiedenen Ressorts der Stadtverwaltung und andere Beamte. In einigen Fällen ist die Zustimmung des Stadtrats erforderlich. Der Bürgermeister besitzt das Recht, gegen Verordnungen sein Veto einzulegen.
Die Stadtverordnetenversammlung (City Council) besteht aus 50 Mitgliedern und wird ebenfalls alle vier Jahre gewählt. Sie vertritt die verschiedenen Stadtteile Chicagos und verabschiedet Gesetze, legt die Grundsteuer fest und teilt den einzelnen Ressorts der Stadtverwaltung ihre finanziellen Mittel zu.
Chicago ist seit langer Zeit eine Hochburg der Demokratischen Partei. Seit 1931 stellen die Demokraten ununterbrochen den Bürgermeister. Der derzeitige Amtsinhaber Brandon Johnson trat seinen Posten am 15. Mai 2023 an.

### Flagge

Flagge von Chicago

Die Flagge von Chicago besteht aus zwei hellblauen horizontalen Streifen auf einem weißen Feld. Die dadurch entstehenden drei weißen Streifen repräsentieren die Nord-, West- und Südseite der Stadt. Der obere blaue Streifen steht für den Lake Michigan und den nördlichen Arm des Chicago Rivers. Der untere blaue Streifen steht für den südlichen Arm des Chicago Rivers und den großen Kanal. Das ursprüngliche Design von 1917 umfasste nur zwei rote Sterne, die den Großen Brand von Chicago 1871 und die World’s Columbian Exposition von 1893 symbolisierten. 1933 wurde ein dritter Stern für die gerade laufende Weltausstellung A Century of Progress und 1939 ein vierter Stern für das Fort Dearborn hinzugefügt. Das Hinzufügen eines fünften Sterns wurde bereits mehrmals vorgeschlagen, zuletzt für den Fall, dass der Stadt die Austragung der Olympischen Sommerspiele 2016 zugesprochen worden wäre.

### Städtepartnerschaften
Chicago hat 28 Schwesterstädte, zu denen es eine Partnerschaft unterhält. Die meisten befinden sich in Europa (14), gefolgt von acht in Asien und drei in Afrika. In Amerika unterhält Chicago drei Partnerschaften. In Australien gibt es keine Partnerstädte.
| Afrika                         |
| ------------------------------ |
| Accra (Ghana)                  |
| Casablanca (Marokko)           |
| Durban (Südafrika)             |
| Amerika                        |
| Bogotá (Kolumbien)             |
| Mexiko-Stadt (Mexiko)          |
| Toronto (Kanada)               |
| Asien                          |
| Amman (Jordanien)              |
| Busan (Südkorea)               |
| Delhi (Indien)                 |
| Lahore (Pakistan)              |
| Osaka (Japan)                  |
| Petach Tikwa (Israel)          |
| Shanghai (Volksrepublik China) |
| Shenyang (Volksrepublik China) |

| Europa                              |
| ----------------------------------- |
| Athen (Griechenland)                |
| Belgrad (Serbien)                   |
| Birmingham (Vereinigtes Königreich) |
| Galway (Irland)                     |
| Göteborg (Schweden)                 |
| Hamburg (Deutschland)               |
| Kiew (Ukraine)                      |
| Luzern (Schweiz)                    |
| Mailand (Italien)                   |
| Moskau (Russland)                   |
| Paris (Frankreich)                  |
| Prag (Tschechien)                   |
| Vilnius (Litauen)                   |
| Warschau (Polen)                    |
|                                     |

## Kultur und Sehenswürdigkeiten
In einer Rangliste der Städte nach ihrer Lebensqualität belegte Chicago im Jahre 2019 den 49. Platz unter 231 untersuchten Städten weltweit. Die Stadt lag damit hinter San Francisco (Platz 34) oder New York City (Platz 44) aber noch vor Washington, D.C. (Platz 53), Dallas (Platz 63), Los Angeles (Platz 66) oder Detroit (Platz 72).

### Theater

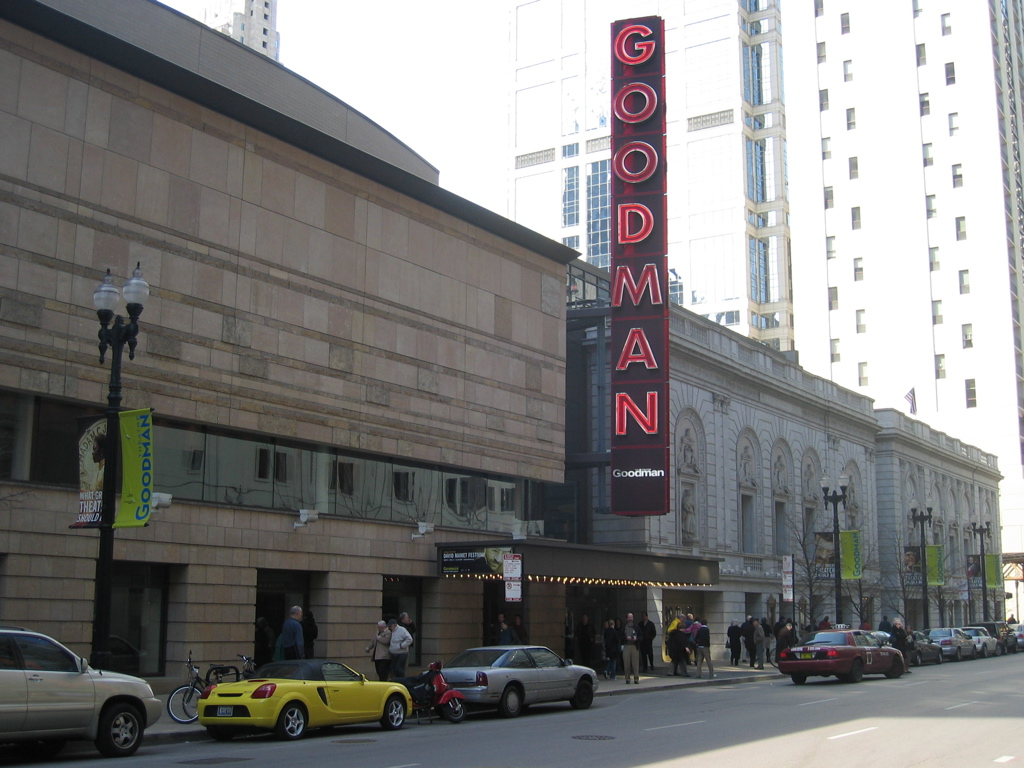
Goodman Theatre

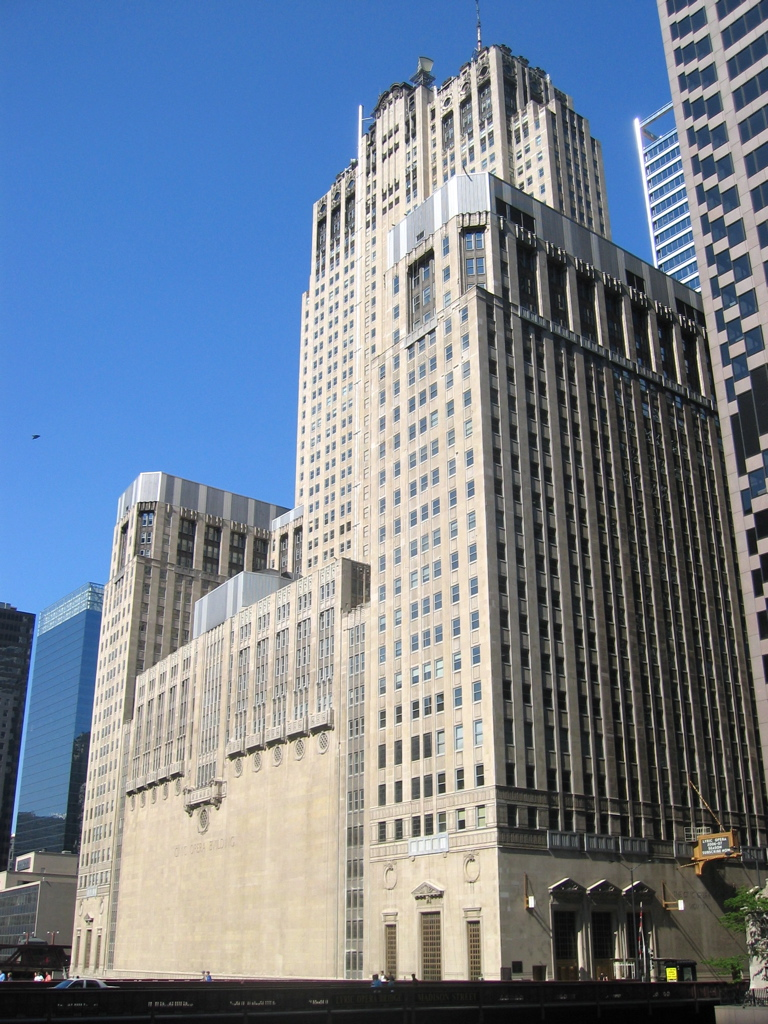
Civic Opera House (Heimat der Lyric Opera of Chicago)

Chicago hat eine bedeutende Theaterkultur. Insgesamt sind 250 professionelle Ensembles in Chicago beheimatet, zudem gibt es 115 Spielstätten mit insgesamt 64.000 Plätzen. Ein Höhepunkt im Terminkalender der Theaterszene der Stadt ist die im Februar stattfindende Chicago Theatre Week mit mehr als 100 Produktionen an rund mehreren Dutzend Spielstätten.
Die Stadt gilt als Geburtsort des modernen Improvisationstheaters. Die im Jahre 1955 gegründete studentische Schauspielgruppe The Compass erweckte die Prinzipien der Commedia dell’arte zu neuem Leben und führte – inspiriert durch Bertolt Brechts Theatertheorien – nach sogenannten Szenarios gesellschaftskritische, satirische Improvisationen auf. Darüber hinaus wurden nach Vorgaben des Publikums kurze Szenen improvisiert.
In der South Michigan Avenue befindet sich das 1889 erbaute Auditorium Theatre. Es war von einigen engagierten Chicagoer Bürgern gegründet worden, um mit diesem reichhaltig mit Gold, Mosaiken und Wandgemälden ausgestatteten Gebäude der Stadt zu einem kultivierten Image zu verhelfen.
In der Lincoln Avenue steht das Biograph Theater. Am 22. Juli 1934 wurde dort John Dillinger von FBI-Agenten umzingelt und erschossen, nachdem eine Freundin seiner Geliebten, die legendäre Woman in Red (Anna Sage), ihnen einen Tipp gegeben hatte. Weitere bekannte Theater sind das Court Theatre, das Goodman Theatre und das Merle Reskin Theatre (ehemaliges Blackstone Theatre).
Am 30. Dezember 1903 starben bei einem Brand im Iroquois Theater 602 Menschen. Das Unglück führte im ganzen Land zur Einführung strenger Richtlinien bei der Feuerbekämpfung. Das Gebäude wurde ein Jahr später als Colonial Theater wiedereröffnet und 1925 abgerissen. An seiner Stelle entstand 1926 das Oriental Theatre.
The Second City ist eine Theatergruppe in Chicago. Sie ist außerhalb Chicagos die bekannteste in der Stadt beheimatete Theatergruppe. Zahlreiche ehemalige Mitglieder haben später in der Fernseh-Comedy-Show Saturday Night Live mitgespielt. Bekannte ehemalige Mitglieder sind unter anderem: Alan Alda, Ed Asner, Dan Aykroyd, John Belushi, Bonnie Hunt, Bill Murray und Mike Nichols.
Einen landesweiten Ruf genießt auch die Steppenwolf Theatre Company, gegründet unter anderem durch Gary Sinise und benannt nach dem gleichnamigen Roman von Hermann Hesse. Aus dieser Theater Company gingen im Laufe der Zeit eine ganze Reihe von Hollywood-Bekanntheiten hervor (neben Sinise und Malkovich z. B. Joan Allen, John Mahoney, Martha Plimpton, Glenne Headly, Nick Offerman, Gary Cole, Terry Kinney, Kathryn Erbe, Laurie Metcalf, Kevin Anderson, Ethan Hawke, Jim True-Frost und William Petersen).
Die 1954 gegründete Lyric Opera of Chicago (LOC) zählt zu den führenden Opernhäusern der Vereinigten Staaten. Legendär ist die Eröffnungsspielzeit, in der Maria Callas in Norma ihr amerikanisches Debüt gab. Die Lyric Opera spielt im Civic Opera House, dem zweitgrößten Operntheater der Vereinigten Staaten.

### Museen

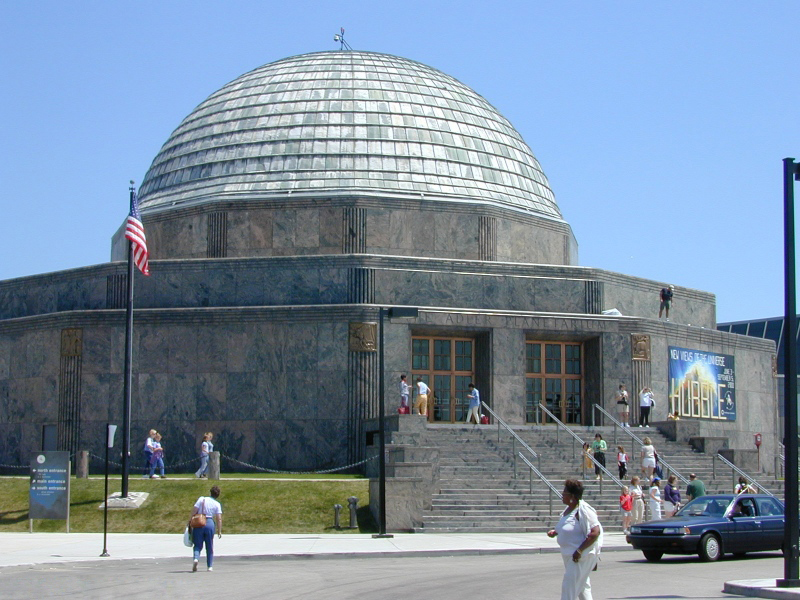
Adler-Planetarium

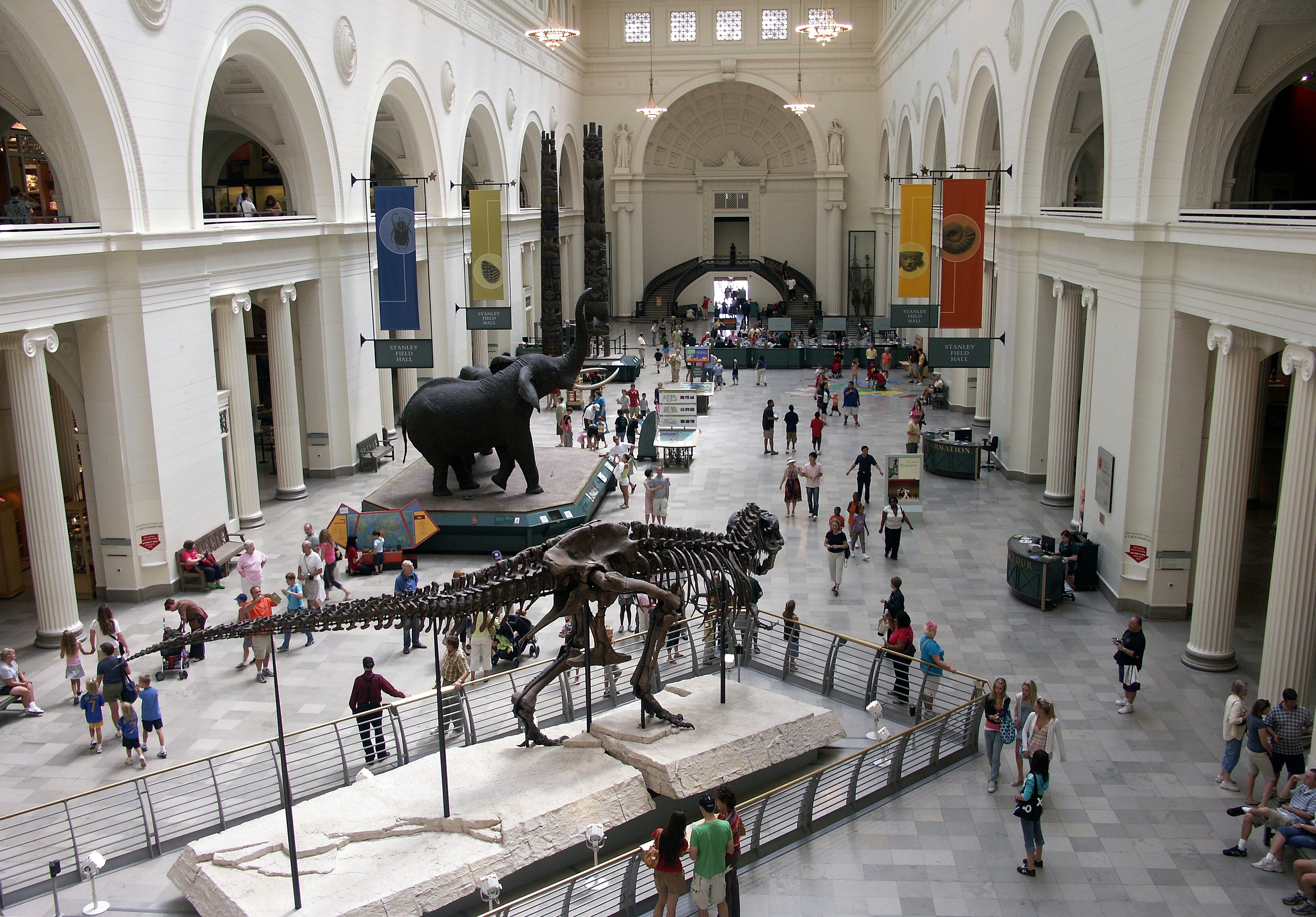
Innenansicht Chicago Field Museum

Zu den zahlreichen bedeutenden Museen der Stadt gehört unter anderem das 1930 fertiggestellte Adler-Planetarium und Astronomiemuseum. Es zeigt auf mehreren Ebenen zahlreiche Exponate zum Thema Weltraum, Planetensystem und deren historische und aktuelle Erforschung. Die Sammlung historischer Instrumente ist weltberühmt. Darüber hinaus besitzt es zwei Theater für astronomische Vorführungen, eines mit einem Zeiss-Projektor und eines mit einer modernen digitalen Lasershow, die insbesondere Flugsimulationen ermöglicht.
Das Art Institute of Chicago ist ein 1866 gegründetes Kunstmuseum und eine Kunsthochschule. Es zeigt Schätze und Meisterwerke aus der ganzen Welt, darunter insbesondere impressionistische, postimpressionistische und amerikanische Kunst. Im Museum sind bekannte Werke wie beispielsweise Claude Monets Heuschober, Georges Seurats Ein Sonntagnachmittag auf der Insel La Grande Jatte, Grant Woods American Gothic und Edward Hoppers Nighthawks zu sehen. Es beherbergt auch das Lebenswerk des Fotografen Irving Penn.
Das Field Museum of Natural History wurde 1893 als Columbian Museum of Chicago gegründet. Nachdem anfänglich sogar Kunst zu seinen Sammelgebieten zählte, fokussierte man das Aufgabengebiet mit der 1905 erfolgten Umbenennung auf Naturwissenschaften und Völkerkunde. Dabei sorgte der Namenspatron Marshall Field für ein noch heute bedeutendes Stiftungsvermögen. 1921 konnte das heutige Haus am Ufer des Michigansees bezogen werden. Das Field Museum beherbergt mehr als 30 Millionen konservierte Organismen und sonstige Sammlungsobjekte. Es gehört auch auf diesem Sektor zu den größten naturwissenschaftlichen und anthropologischen Sammlungen weltweit.

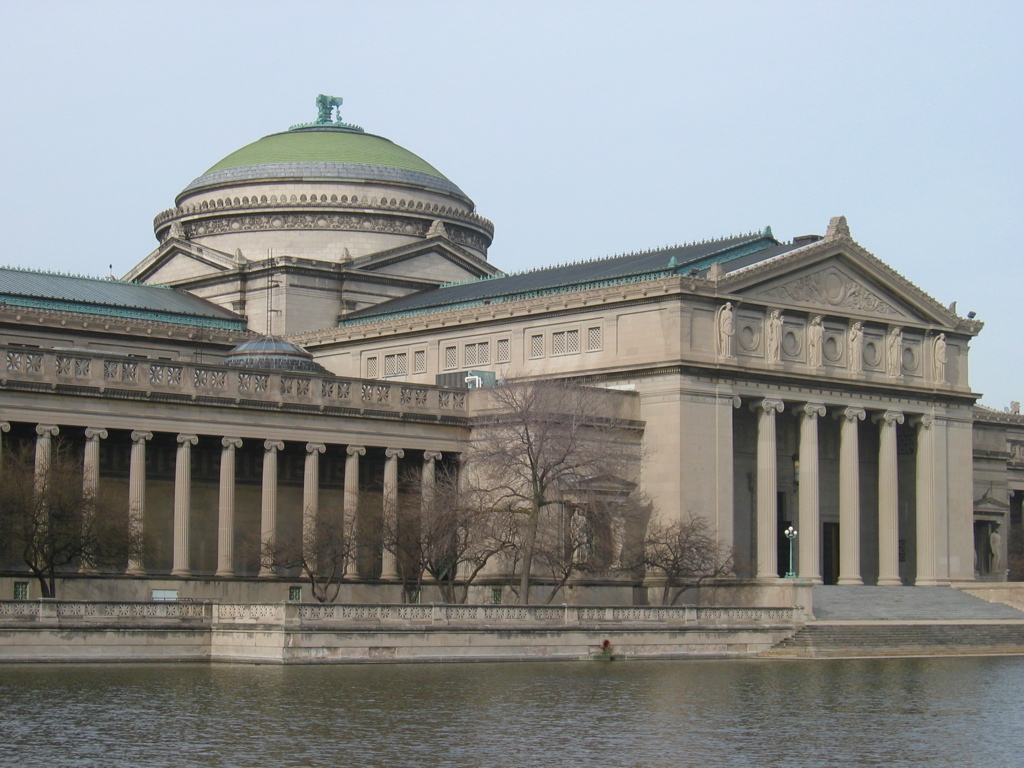
Museum of Science and Industry

Das Museum of Contemporary Art (MCA) ist ein 1967 gegründetes Museum für zeitgenössische Kunst. Das MCA war das erste Projekt des deutschen Architekten Josef Paul Kleihues in den Vereinigten Staaten. Es umfasst eine große Zahl interaktiver Ausstellungsstücke und Videopräsentationen sowie eine Abteilung mit Werken von Alexander Calder, Andy Warhol und anderen; an der Rückseite liegen ein Skulpturengarten und ein Patio.
Das Museum of Science and Industry ist ein Science Center und liegt in Jackson Park, etwas südlich von Downtown Chicago. Das Museumsgebäude wurde 1893 für die World’s Columbian Exposition gebaut und ist das einzige noch bestehende Gebäude dieser Weltausstellung. Rosenwalds Vorstellungen entsprechend wurden viele Ausstellungen interaktiv gestaltet. Bis heute wurde dieses Konzept beibehalten. So kann der Besucher beispielsweise durch ein Modell des menschlichen Herzens laufen, in der Hall of Communications die Geschichte des Telefons erfahren oder eine nachgebaute Kohlemine besichtigen.
Eine der prächtigsten Villen der Chicagoer Innenstadt, das Nickerson House an der 40 East Erie Street, beherbergt als Richard H. Driehaus Museum eine wertvolle Privatkunstsammlung und eine sehenswerte Originalausstattung aus dem späten 19. Jahrhundert.
Das 2005 eröffnete Chinese American Museum of Chicago wurde nach einem Brand erneuert und 2010 wieder eröffnet.
Jüngstes Museum ist das American Writers Museum an der 180 North Michigan Avenue, das erste Museum der USA über die Geschichte amerikanischer Schriftsteller.

### Musik

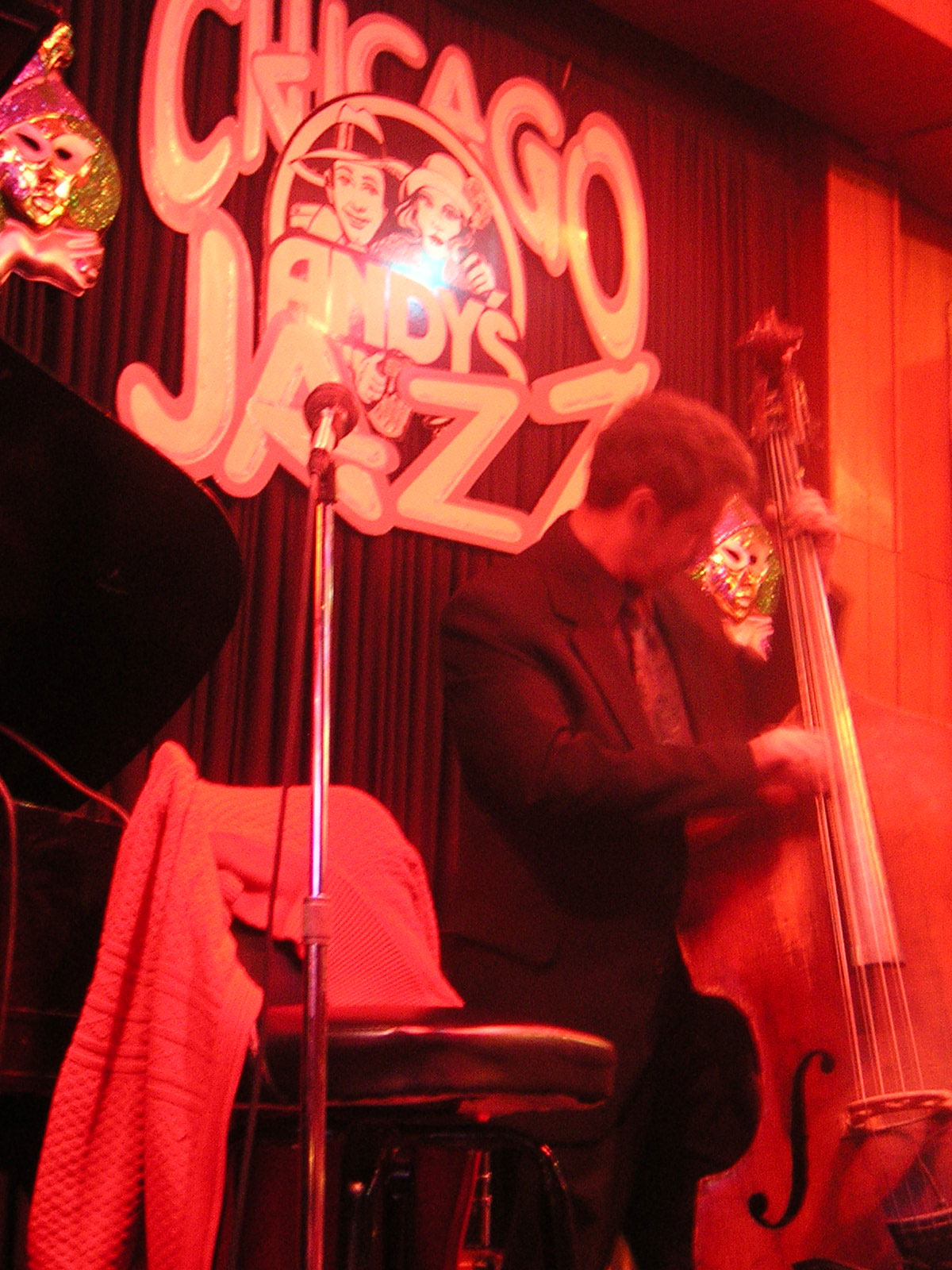
Chicago Jazz Club „Andys“

Bei der Weiterentwicklung der genuin US-amerikanischen Musikstile von Jazz, Blues und Soul hat die Stadt eine bedeutende Rolle gespielt. Durch eine große wirtschaftlich bedingte Migrationsbewegung zu Beginn der 1920er Jahre sowie die Schließung des Vergnügungsviertels Storyville in New Orleans verlagerte sich das musikalische Zentrum des Jazz zusehends nach Chicago.
Bedeutende Musiker wie Louis Armstrong, King Oliver und Jelly Roll Morton waren in der Stadt tätig. In der South Side, dem Schwarzenviertel der Stadt, entstand ein reges Jazzleben. Es entwickelte sich der sogenannte Chicago-Jazz, der die Soloimprovisation gegenüber der Kollektivimprovisation stärker in den Vordergrund rückte, und eher zu einer kühlen Spielweise neigte.
Der von Gitarre und Mundharmonika geprägte, ländliche Delta Blues wurde in Chicago elektrifiziert; der Chicago Blues entstand. Die Stadt wurde zu einem bis heute aktiven Zentrum des Blues, geprägt durch Musiker wie Howlin’ Wolf, Muddy Waters, Little Walter und Willie Dixon. In den 1960er Jahren entwickelte sich der Chicago Soul, als dessen bekanntester Vertreter Curtis Mayfield gilt. Die Stadt gilt als Geburtsort der House-Music mit ihrer Untergattung Chicago House. Der RnB-Künstler R. Kelly stammt aus Chicago und referenziert in seiner Musik oft auf seine Heimatstadt.
Auch in der Hip-Hop-Musik ist Chicago in den letzten Jahren dank Rappern wie Common, Lupe Fiasco, Twista und dem Rapper, Songwriter und Produzenten Kanye West zu einer einflussreichen Stadt geworden.
Das Chicago Symphony Orchestra gilt als eines der besten Orchester der Vereinigten Staaten. Es konzertiert in der Chicago Orchestra Hall (manchmal auch Theodore Thomas Orchestra Hall nach dem Gründer des Orchesters genannt). Der 1904 erbaute Komplex wurde 1966 einschneidend umgebaut, wobei die sehr runde Akustik verloren ging. Tonaufnahmen finden seitdem meist andernorts statt, vor allem im Medinah Temple. 1997 endete eine erneute Umbauphase, die unter anderem das Ziel hatte, die alte Akustik wiederherzustellen. Sie gewann tatsächlich hörbar an Breite und Schönheit, nur beschwerten sich die Musiker, dass sie sich untereinander nicht mehr hören konnten. Durch diverse Nachbesserungen ist mittlerweile ein erträglicher Zustand erreicht worden.
Die Association for the Advancement of Creative Musicians (AACM) ist eine Vereinigung von Jazz-Musikern, die sich der Erneuerung der afrikanisch-amerikanischen Musik verpflichtet haben. Sie sind auch in der Musikerziehung an zahlreichen Chicagoer Schulen aktiv.
Die von 1977 bis 1982 existierende Discothek Warehouse gilt als Geburtsort der House-Musik.
Weitere bekannte Musiker und Bands der Stadt sind: das Art Ensemble of Chicago („Great Black Music, Ancient to the Future“; es wirkte stilbildend auf den Bereich der ethnisch beeinflussten Jazz-Musik), die Band Chicago, die Rockband Chevelle („zweites Zuhause“ des Jazz, Blues) sowie die Bluesband The Blues Brothers, die Alternative-Rock-Band The Smashing Pumpkins, die Melodic-Hardcore-Band Rise Against, die frühere Synthie-Pop- und jetzige Industrial-Metal-Band Ministry und die Independent-Band Wilco.
Große Musikfestivals in Chicago sind das Lollapalooza im Grant Park, das Taste of Chicago im Juli (mit Volksfestcharakter), das Chicago Blues Festival an drei Tagen im Juni und das Chicago Jazz Festival am Labor-Day-Wochenende.

### Bauwerke

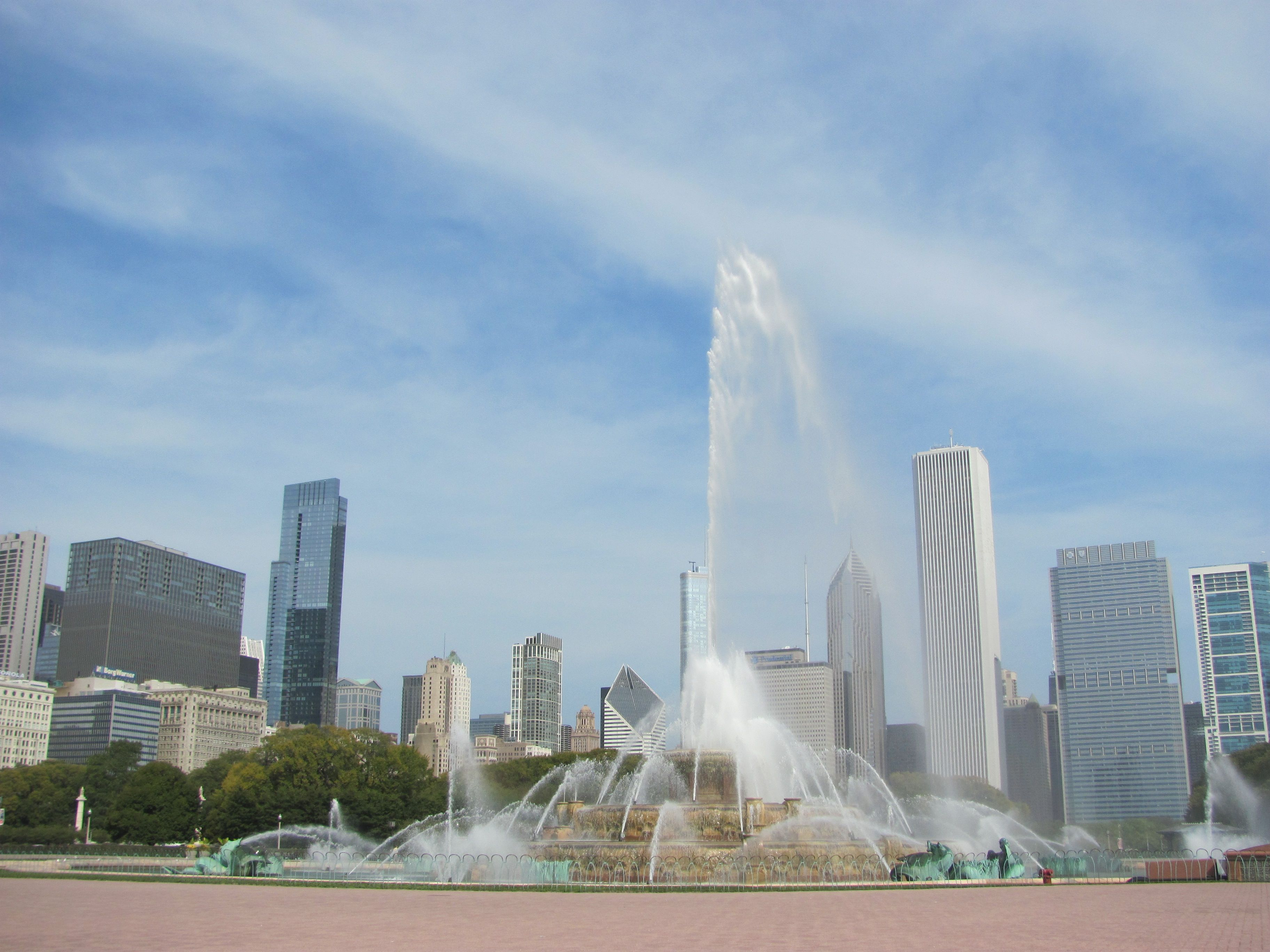
Buckingham Fountain vor Skyline

#### Die höchsten Gebäude

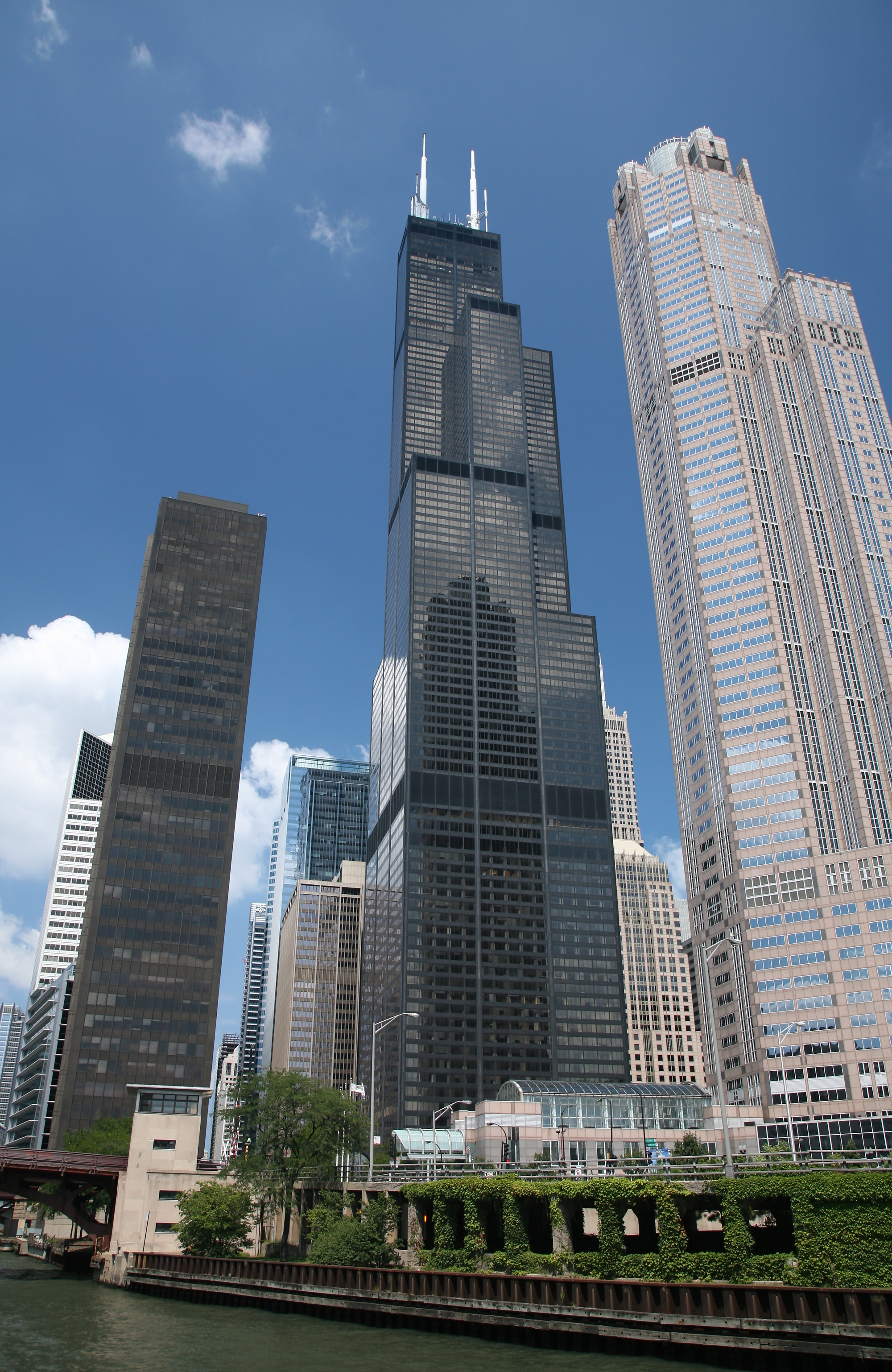
Der Willis Tower, Chicagos höchstes Bauwerk

#### Weitere Bauwerke

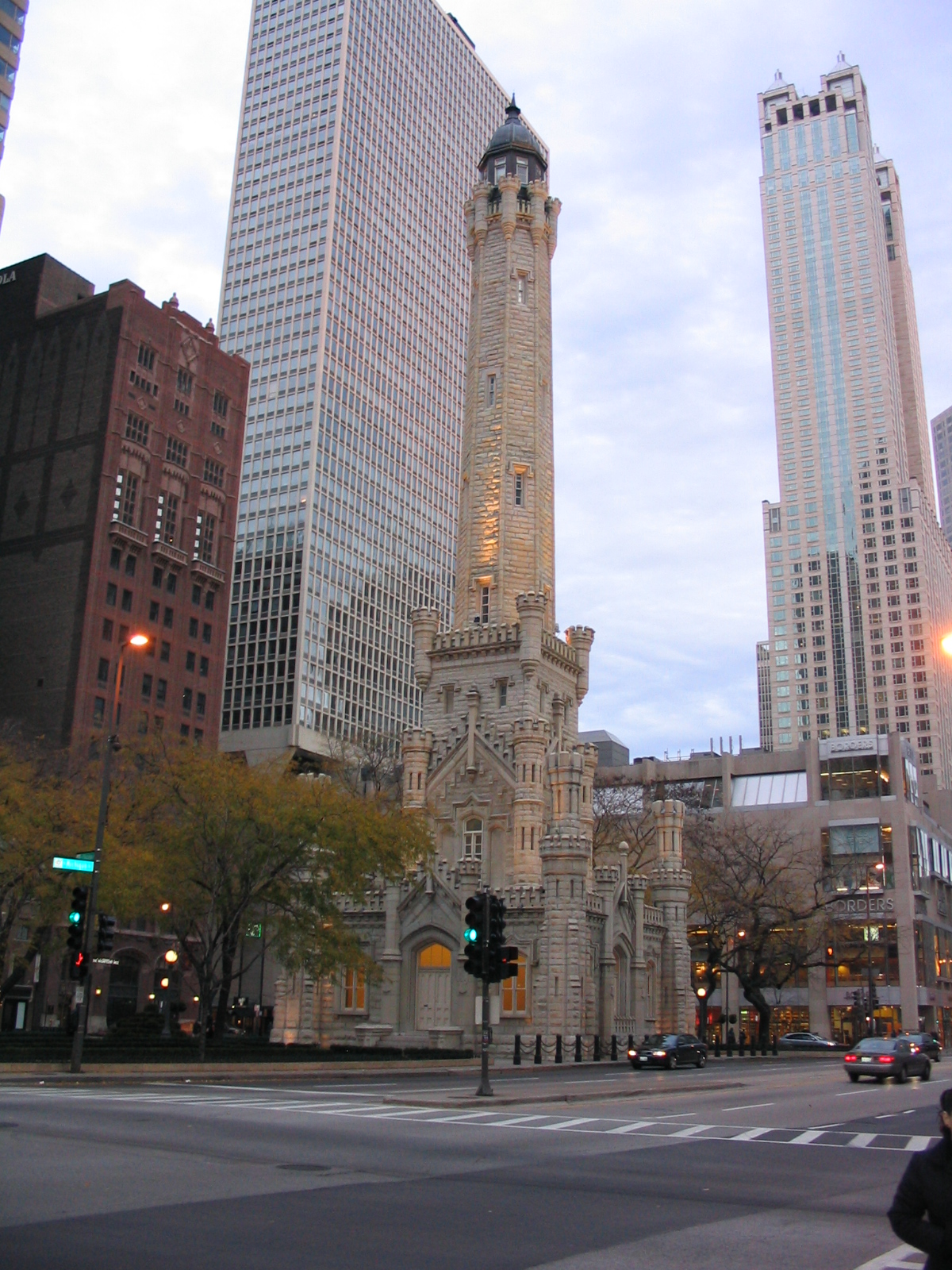
Chicago Water Tower und 900 North Michigan (rechts)

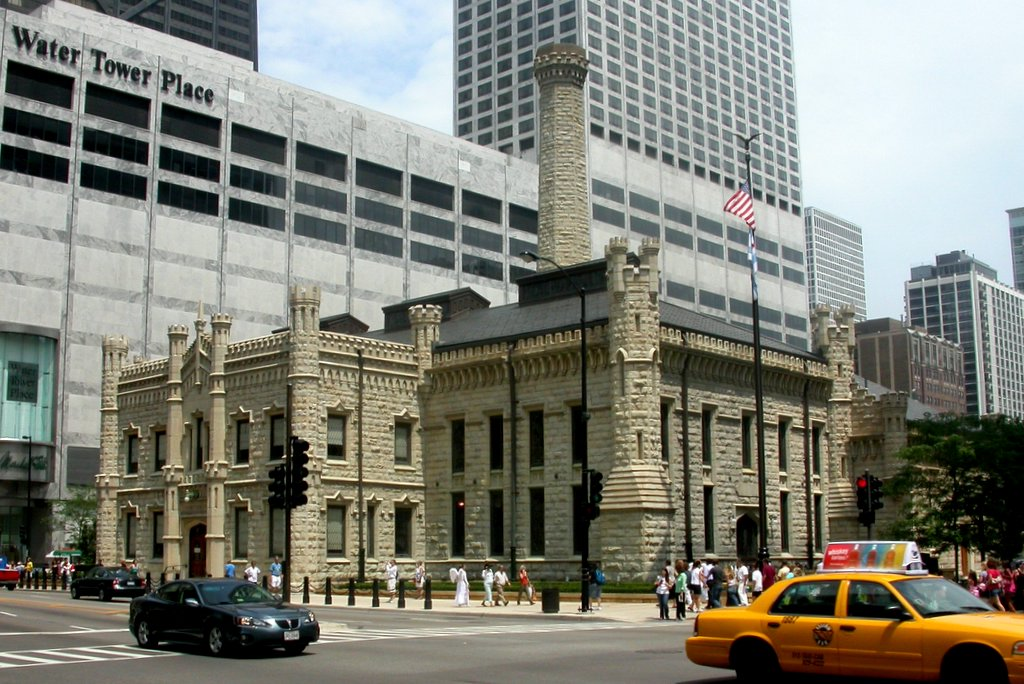
Pump Station, dahinter Water Tower Place

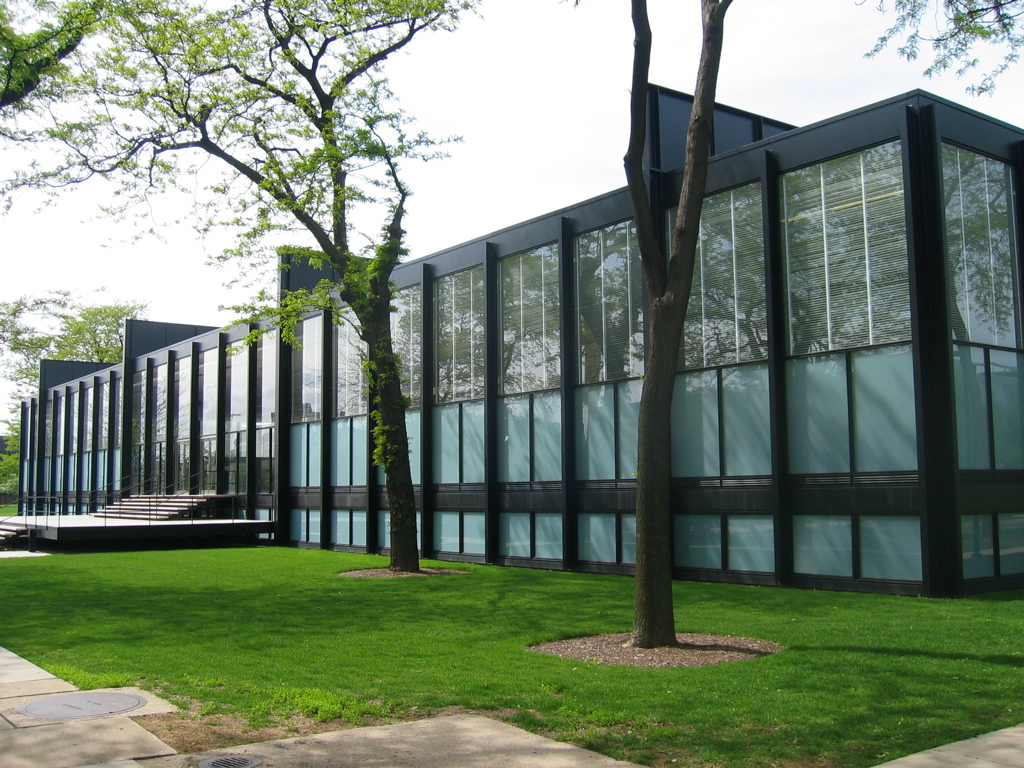
Crown Hall

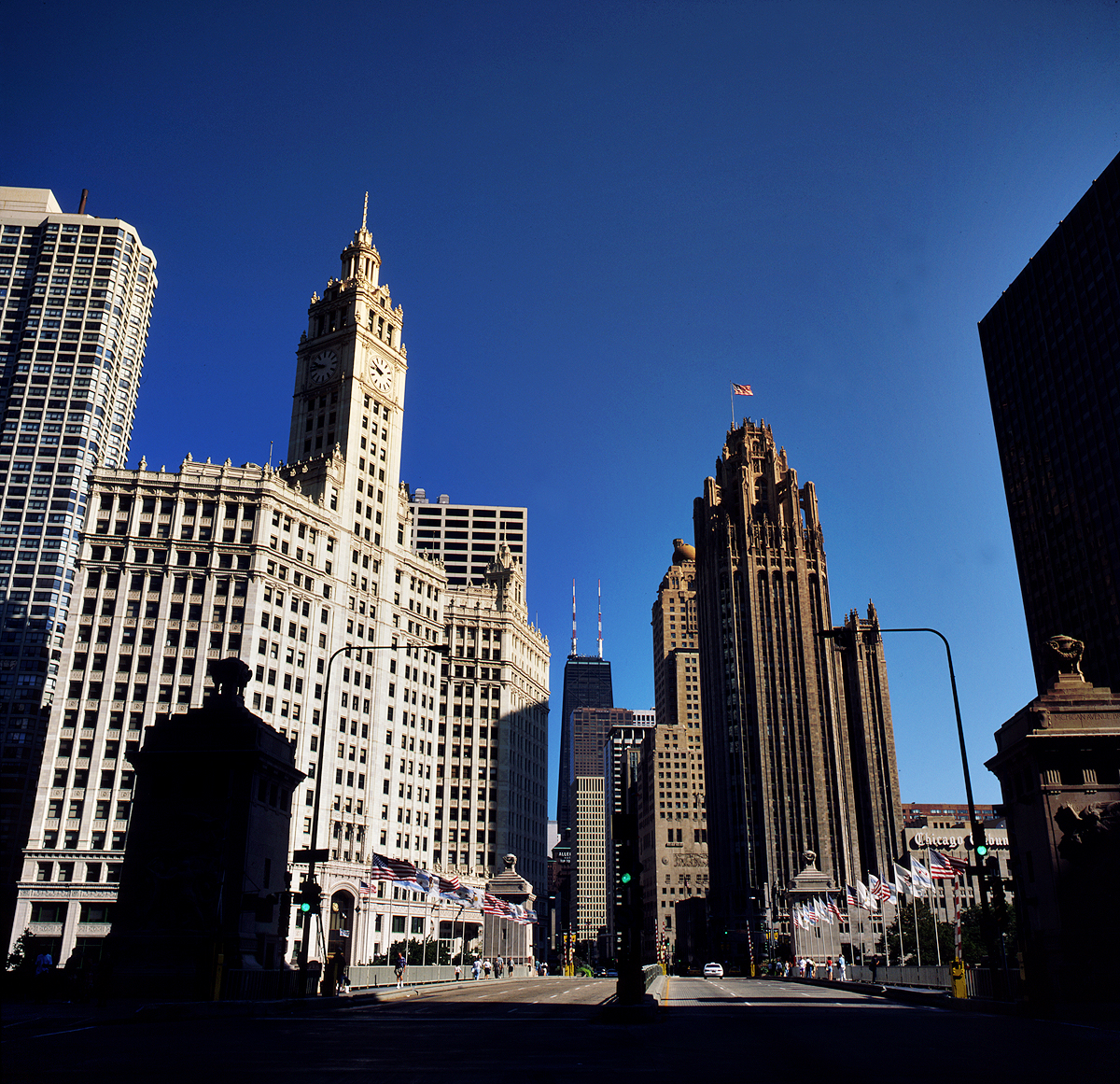
Wrigley Building (links) und Tribune Tower (rechts)

### Parks

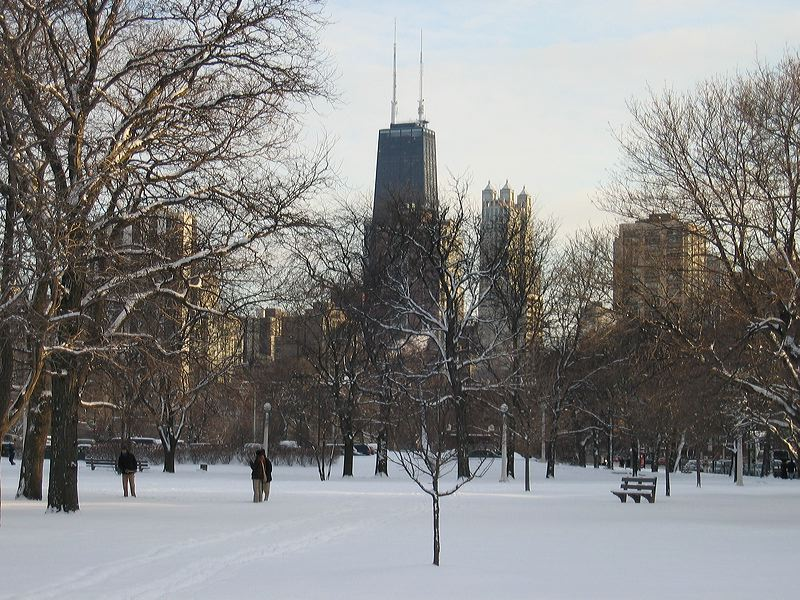
Lincoln Park im Winter, im Hintergrund das John Hancock Center und 900 North Michigan

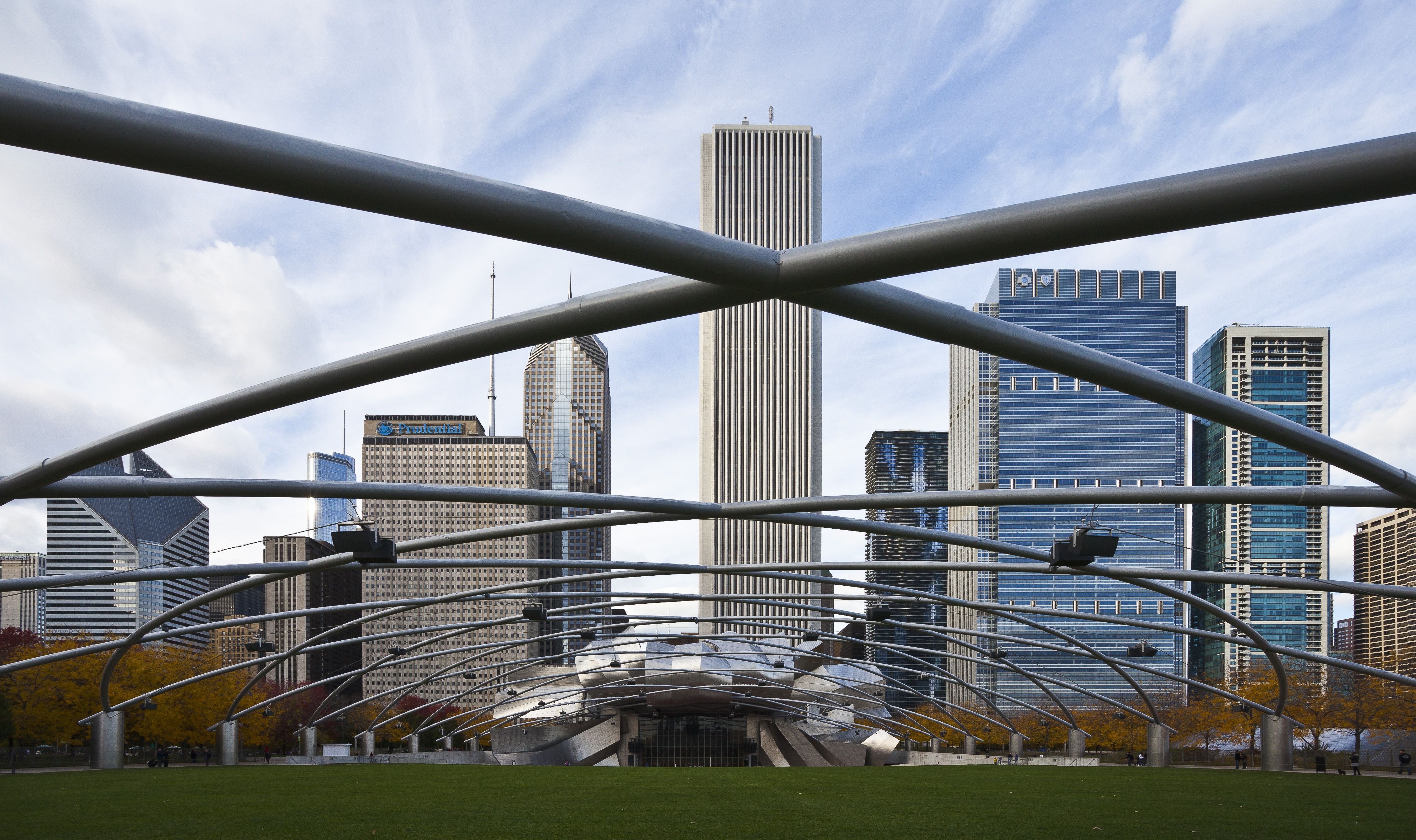
Jay Pritzker Pavilion von Frank Gehry im Millennium Park

Cloud Gate

### Sport

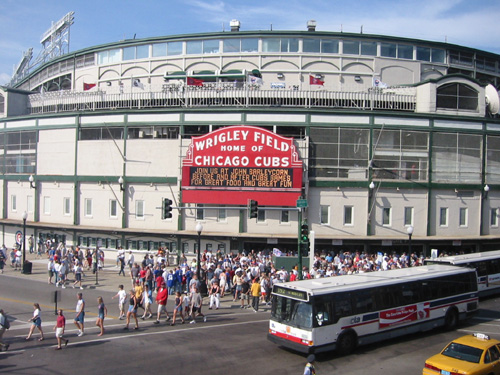
Wrigley Field – Stadion der Chicago Cubs

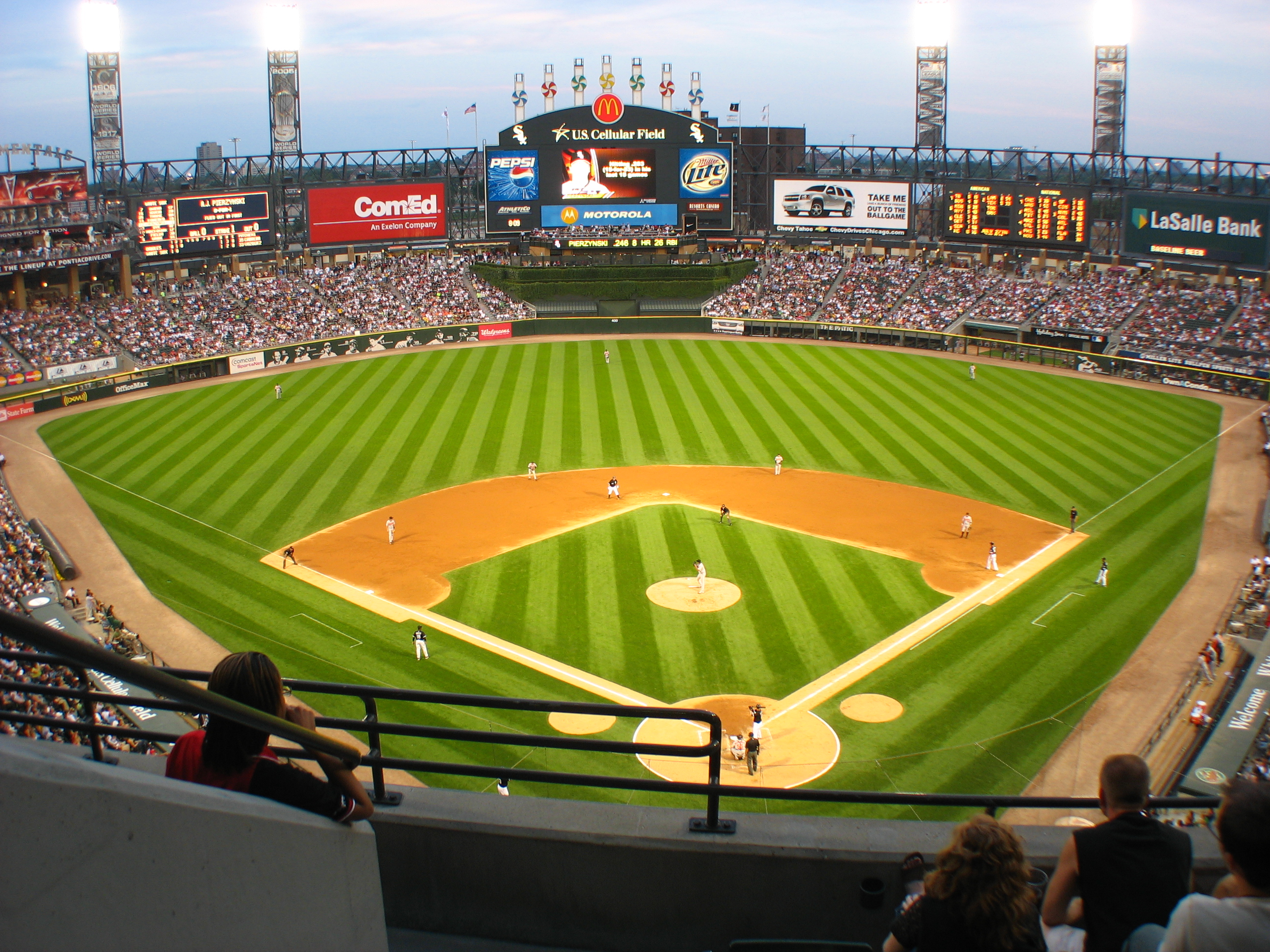
Guaranteed Rate Field – Stadion der Chicago White Sox

Galopprennen, Arlington Park Race Course, Chicago

### Regelmäßige Veranstaltungen

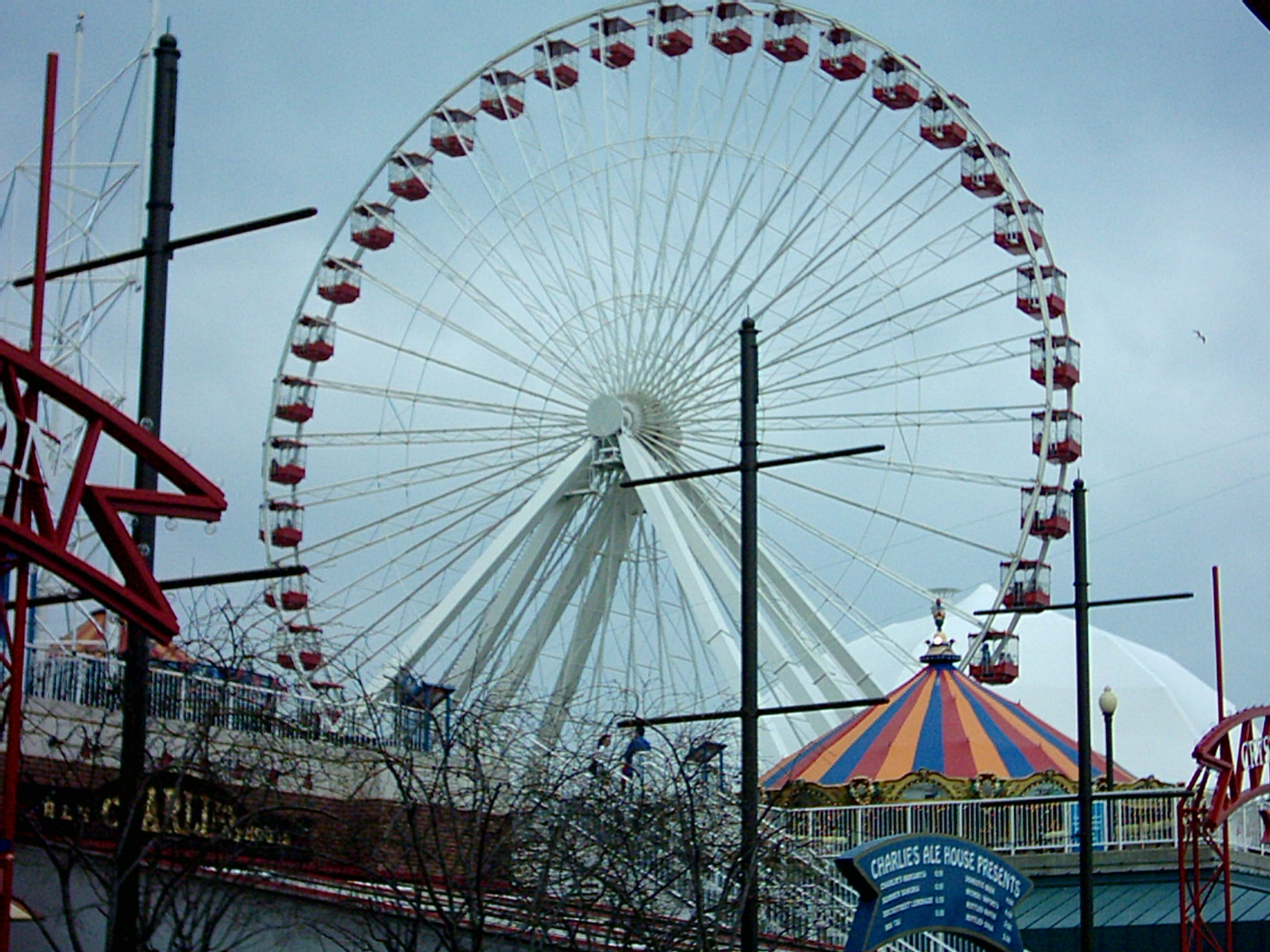
Riesenrad am Navy Pier

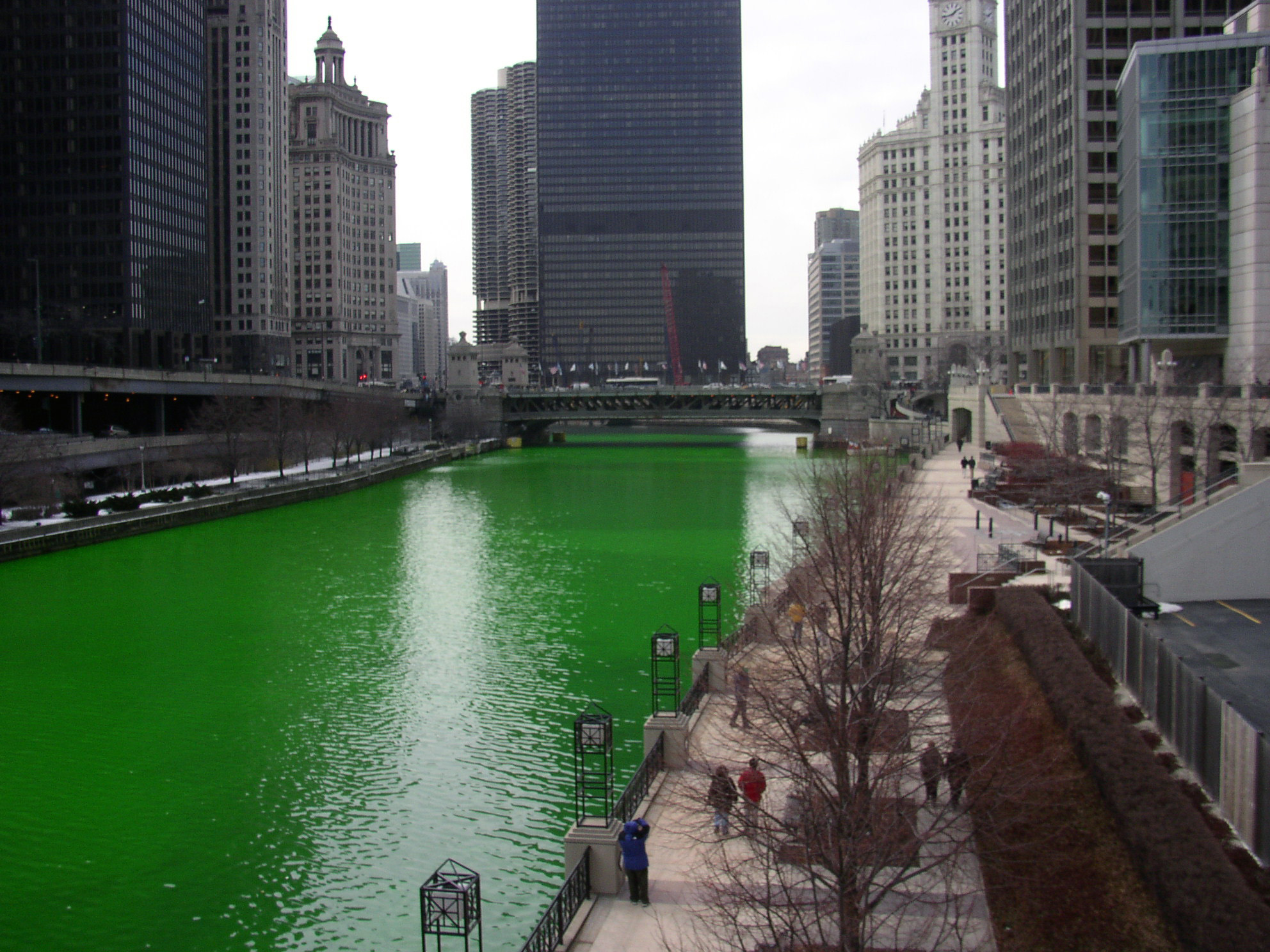
Grün gefärbter Chicago River am St. Patrick’s Day

### Gastronomie

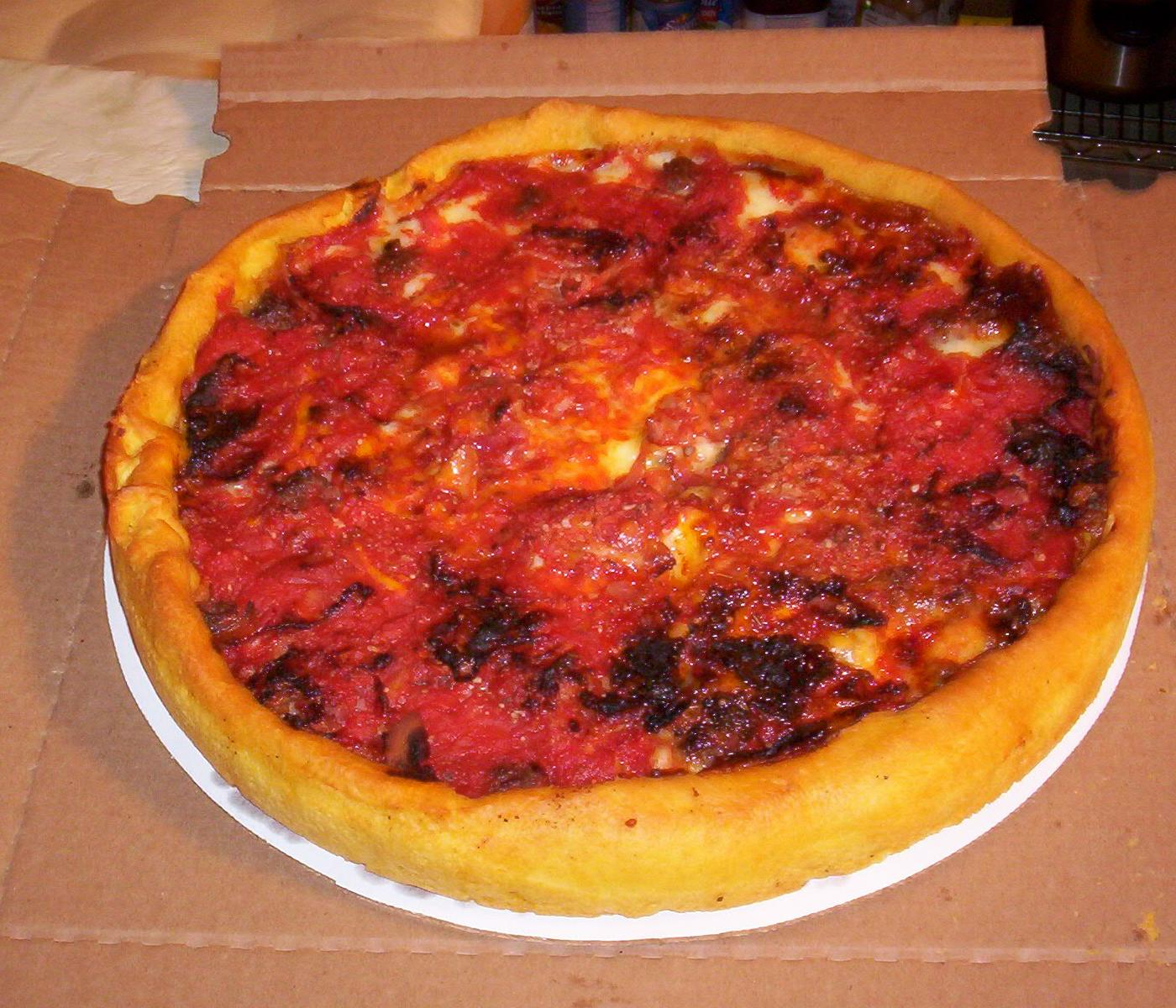
Eine „Deep-dish“-Pizza

### Überblick

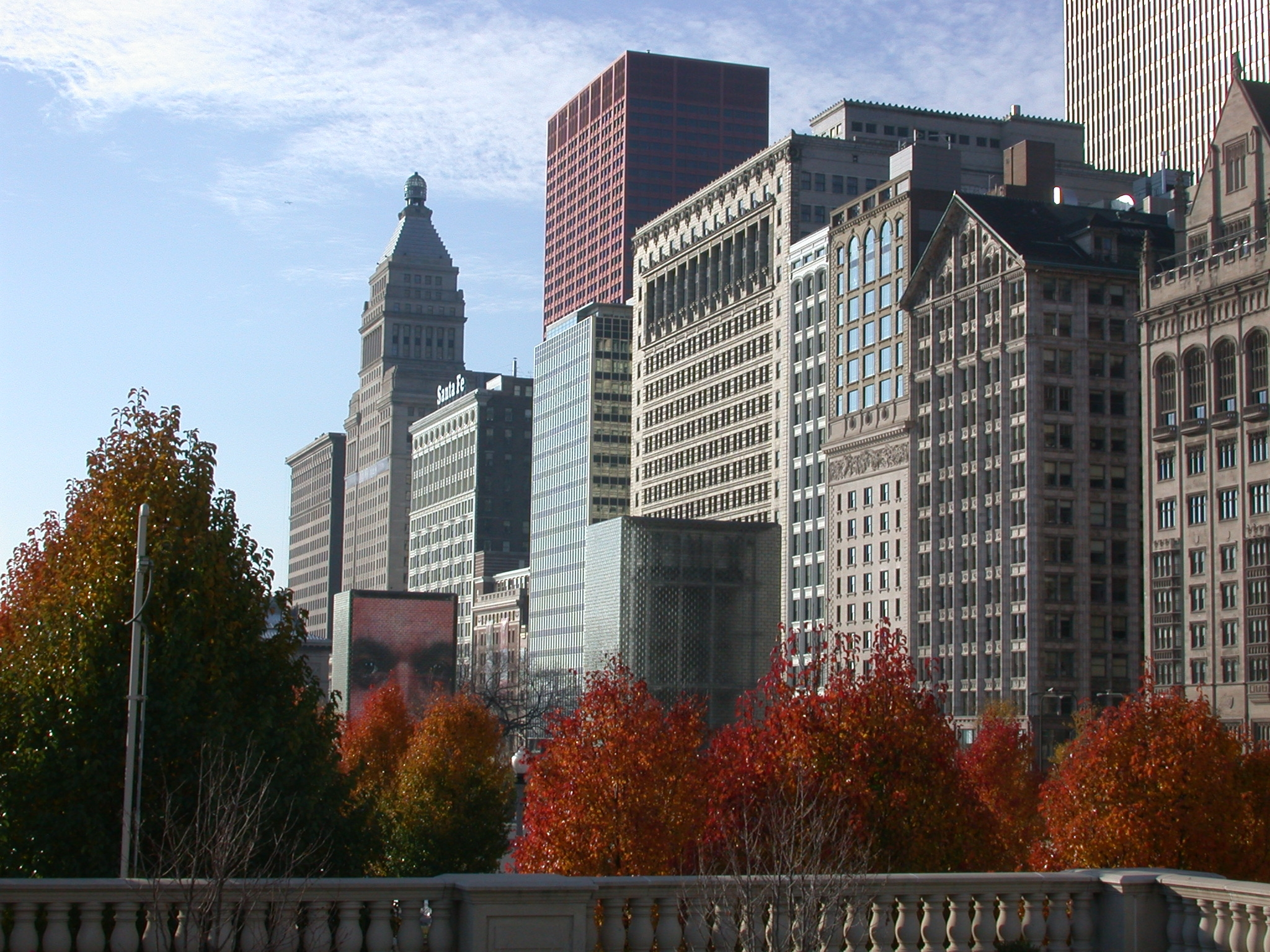
Michigan Avenue

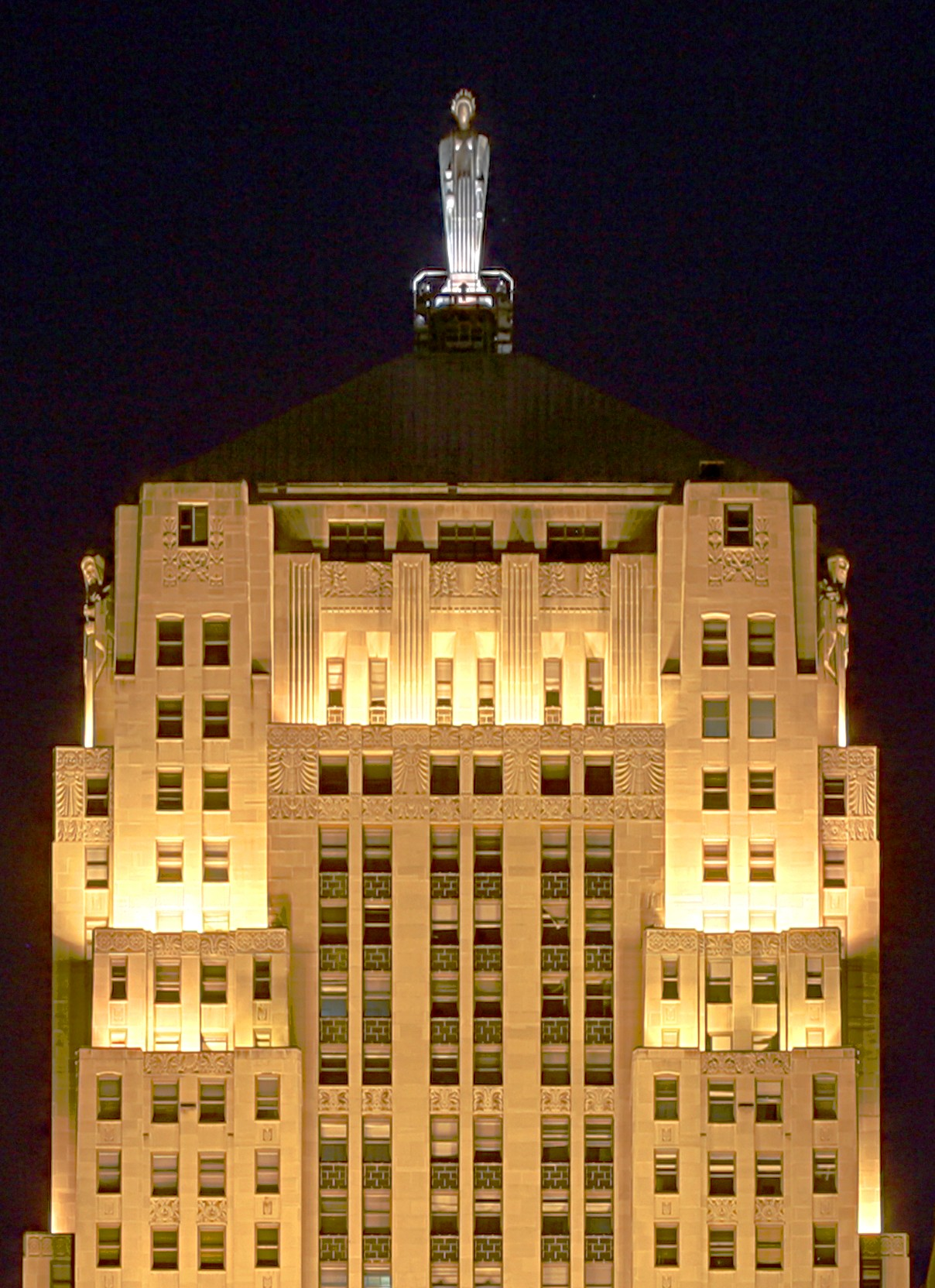
Das Board of Trade Building bei Nacht

### Einzelhandel

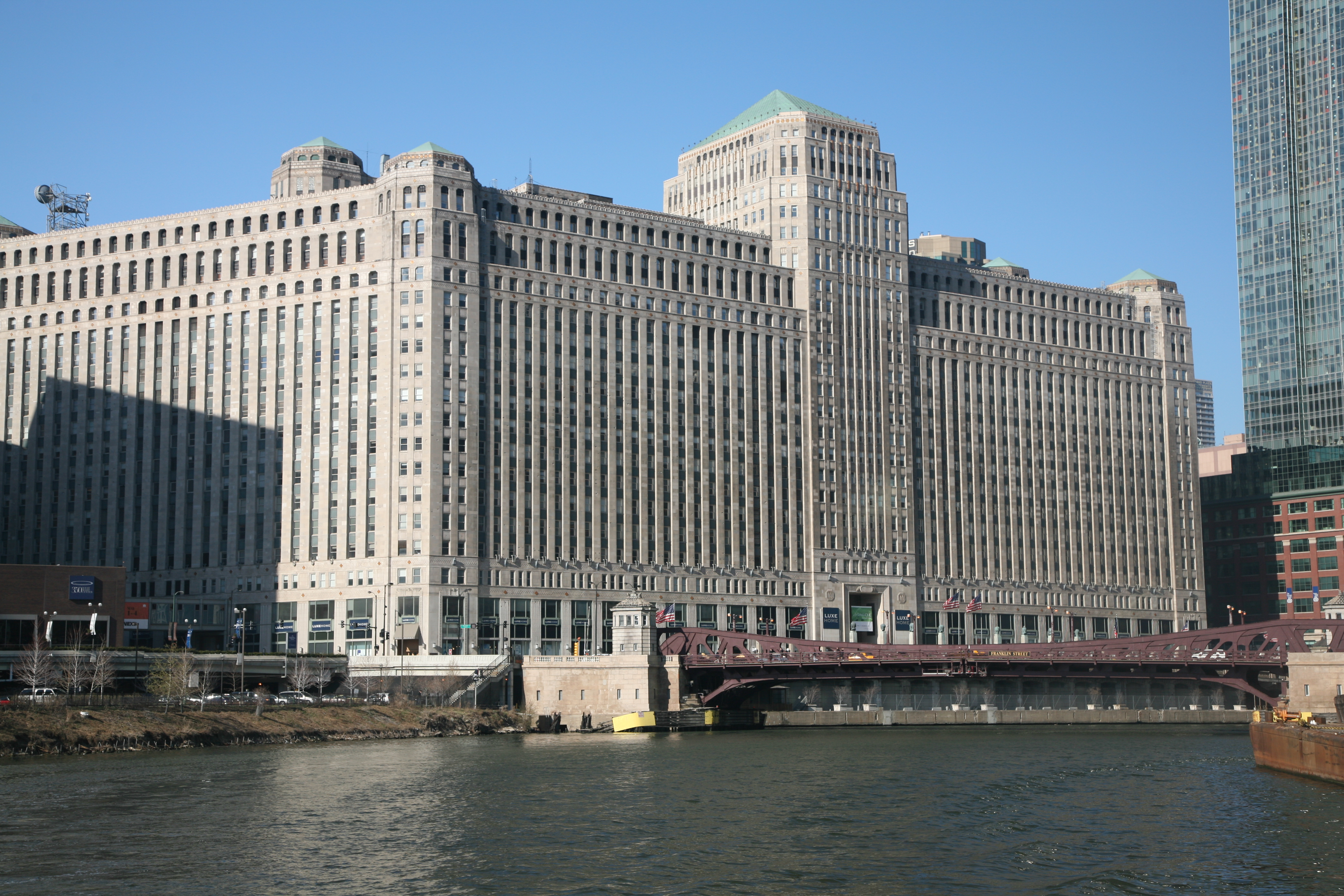
Einkaufszentrum „Merchandise Mart“

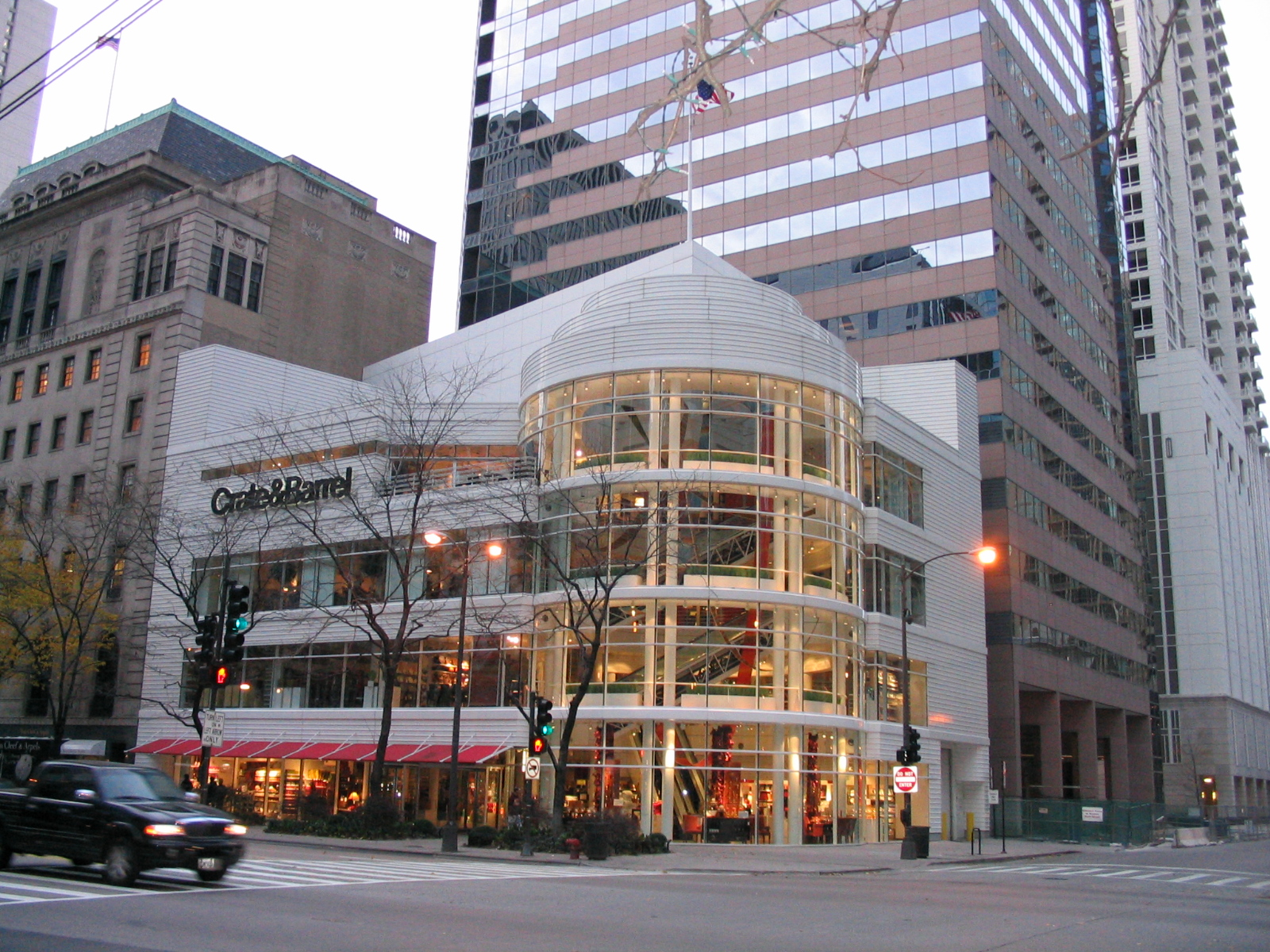
Crate & Barrel

#### Autobahnen

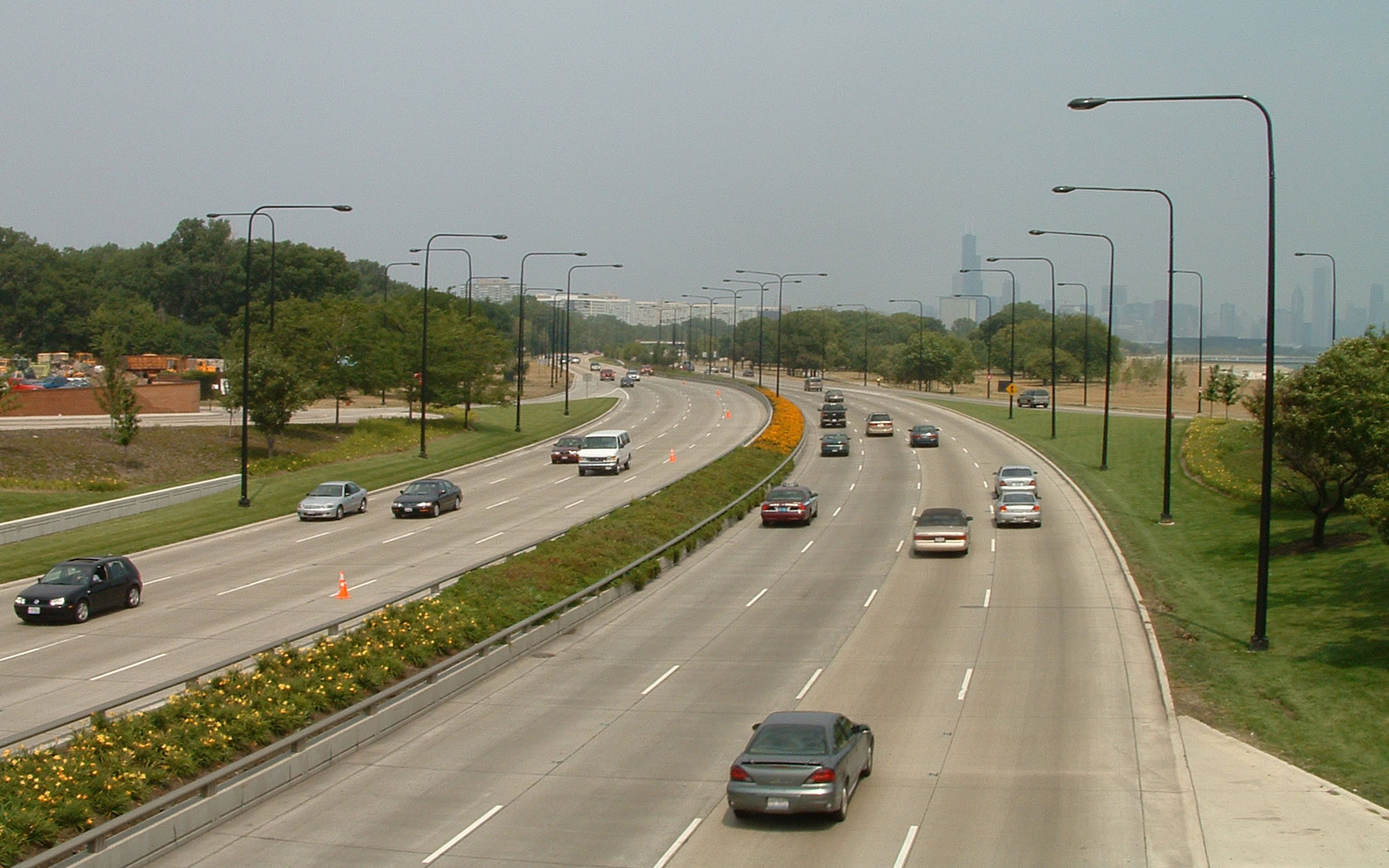
Lake Shore Drive, die streckenweise als autobahnähnliche Schnellstraße ausgebaut ist